# Storia della Thailandia

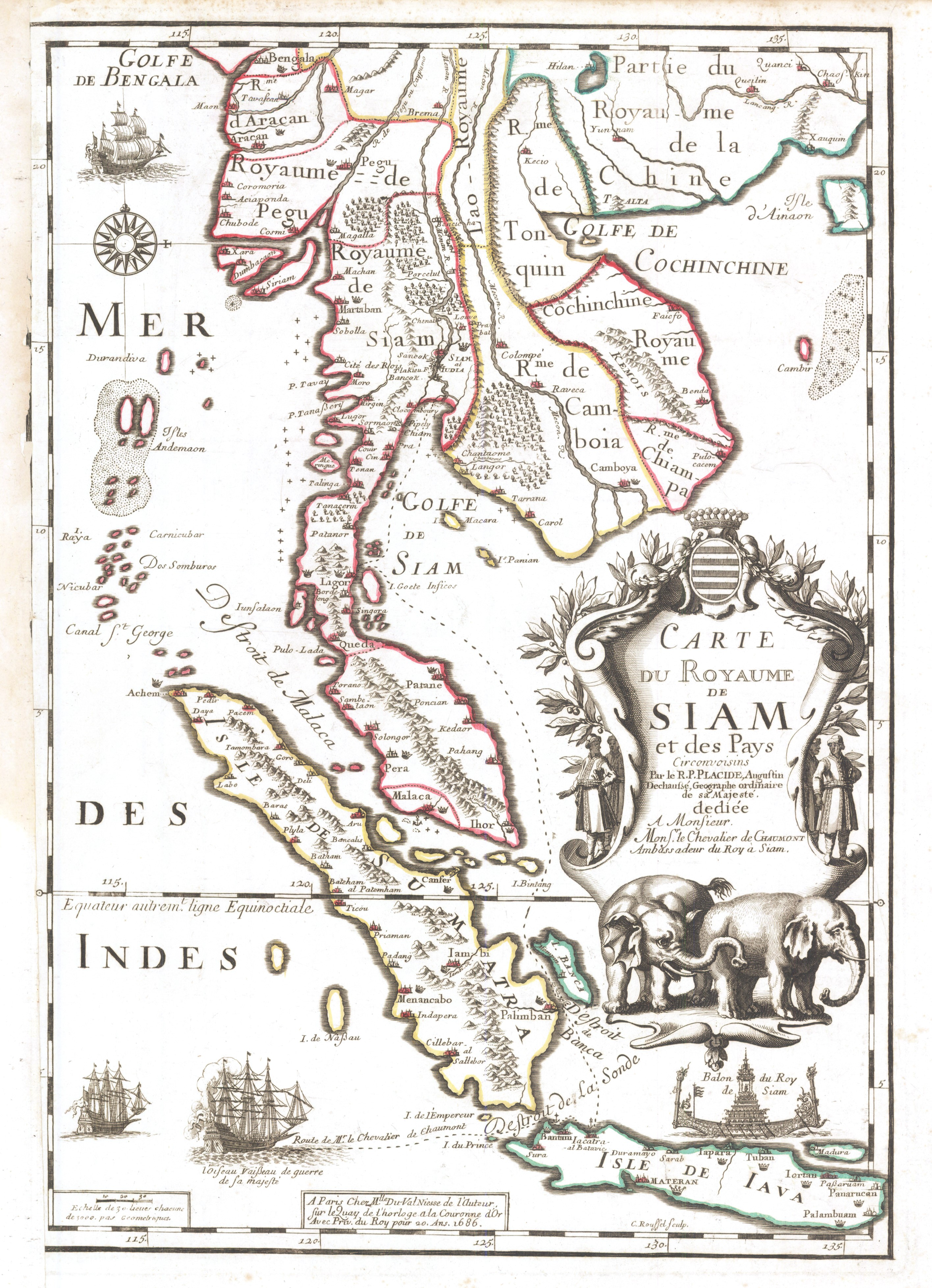
Mappa francese del Siam nel 1686

La storia della Thailandia è riferita ai territori dove si trova l'odierno Regno di Thailandia, ai popoli che li hanno abitati e agli Stati che hanno esercitato su di essi il proprio dominio. In un'accezione più ristretta, la storia di Thailandia si riferisce allo Stato unitario che ha unificato tali territori, noto fino al 1939 come Siam e che in seguito ha assunto la denominazione di Regno di Thailandia, nonché agli eventi che portarono alla sua formazione. Tali eventi si possono ricondurre alla progressiva affermazione nella regione dei vari Stati costituiti a partire dal XIII secolo dal popolo thai, che comprendono in ordine cronologico i regni di Sukhothai, Ayutthaya, Thonburi e Rattanakosin, denominazioni che prendevano dalle rispettive capitali.
Esiste una sostanziale differenza tra la storiografia più recente e quella insegnata nelle scuole thailandesi, che è quella più diffusa tra la popolazione thai e che maggiormente influenza la moderna letteratura nazionale. Questa storiografia si basa sugli scritti di Damrong Rajanubhab - fratello di re Rama V - che visse negli anni a cavallo tra il XIX e il XX secolo. Damrong viene considerato in patria il padre della storiografia moderna thai, ma la storiografia più recente gli ha imputato uno stravolgimento della realtà storica secondo uno stile nazionalista, paternalista e conservatore devoto alla gloria della locale dinastia regnante Chakri.

## Preistoria
Utensili e ossa carbonizzate scoperte in una grotta della provincia di Lampang sembrano confermare la presenza di gruppi di Homo erectus 500 000/600 000 anni fa. Lo stanziamento evoluto più antico rinvenuto nel Paese, risalente a 27 000/38 000 anni fa, è quello della grotta Lang Rong Rian nella provincia di Krabi, nella Thailandia peninsulare, dove sono stati trovati scheletri umani, vasellame, utensili di selce ecc. che testimoniano la presenza dell'Homo sapiens. Le maggiori migrazioni verso il Sud-est asiatico furono quelle provenienti dalla Cina meridionale, che ebbero inizio circa 20 000 anni fa. Lo sviluppo culturale fu condizionato principalmente da fattori ambientali. Le fitte foreste nella valle del Chao Phraya e nella zona della penisola malese assicuravano una tale quantità di cibo con la caccia e raccolta che per lungo tempo gli abitanti di quelle aree non ebbero bisogno di coltivare. Gli abitanti delle valli montane si dedicarono invece all'agricoltura e furono i primi della regione a darsi una struttura sociale. Tracce di piccoli gruppi di cacciatori-raccoglitori risalenti a 13 000 anni fa sono state rinvenute nelle valli fluviali ad ovest. Gli archeologi hanno stabilito che le Grotte degli Spiriti, una rete di caverne nella provincia di Mae Hong Son, nell'estremo nord-ovest del Paese, ospitarono stanziamenti umani datati tra l'11000 a.C. ed il 5500 a.C. e conservano le prime tracce di coltivazioni ritrovate in Thailandia.
Dal territorio thailandese si ha facile accesso all'Oceano Indiano, all'Oceano Pacifico, alla penisola malese e alla Cina, caratteristica che a partire dal Neolitico ha favorito gli insediamenti umani e lo sviluppo della loro economia. Tra gli insediamenti costieri di cacciatori-raccoglitori vi è quello di Nong Nor nella Provincia di Chonburi, risalente al 2400 a.C., i cui reperti attestano lo sviluppo raggiunto nella pesca in mare aperto, ma non dimostrano la presenza di animali domestici, riso e attrezzi agricoli. Nella seconda metà del III millennio a.C. giunsero nelle valli dei fiumi, probabilmente dalla Cina, le prime comunità di coltivatori di riso, che introdussero animali domestici, vasellame, decorazioni e lingue della famiglia austroasiatica. Le prime tracce di attività agricole sono state trovate nel sito di Khok Phanom Di, abitato tra il 2000 e il 1500 a.C. Fu con l'avvento dell'agricoltura, in particolare con la coltivazione del riso, che si moltiplicarono gli insediamenti, e in misura progressivamente maggiore durante l'Età del bronzo e l'Età del ferro.

### Primi insediamenti

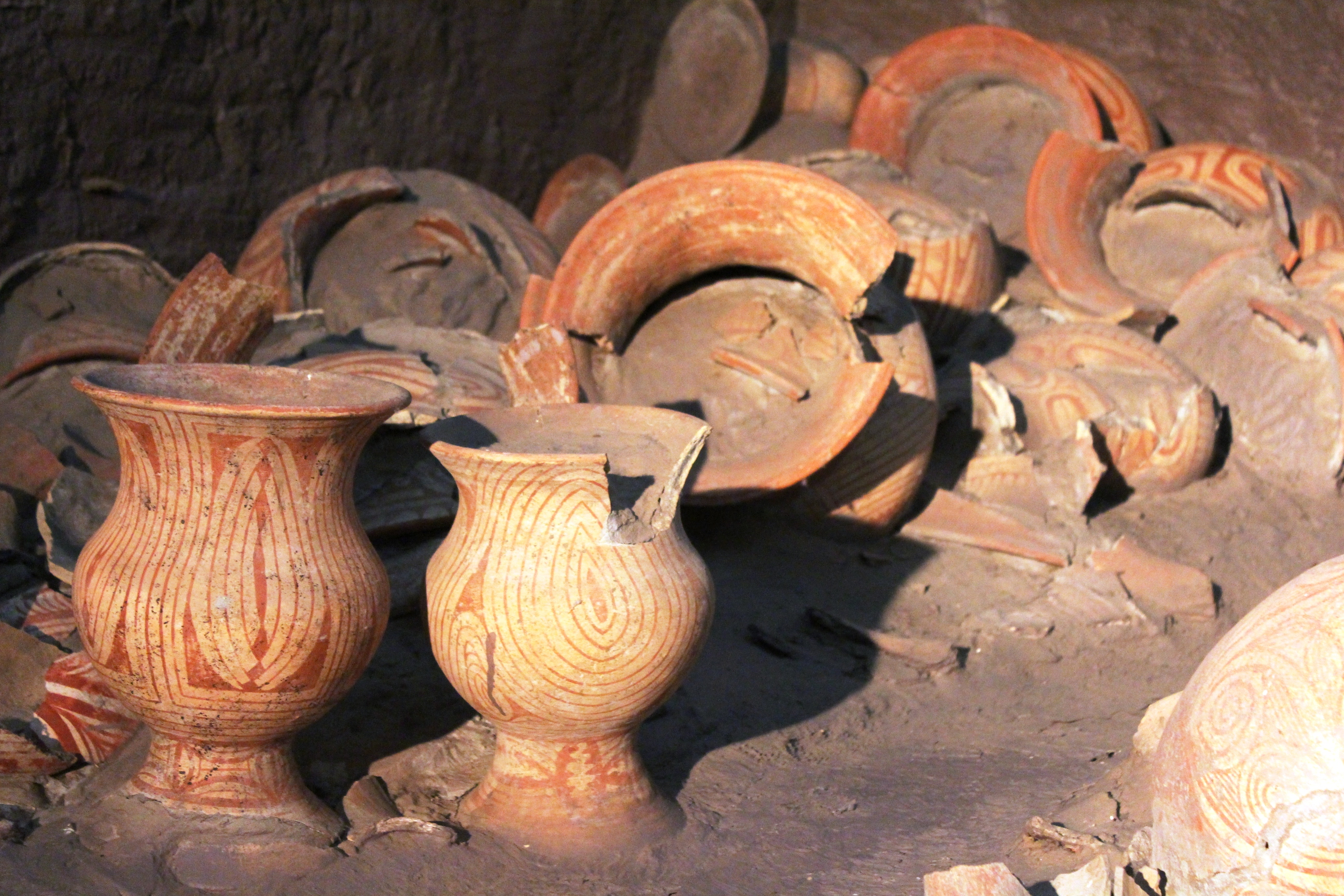
Vasellame rinvenuto nel sito di Ban Chiang

Uno dei siti archeologici più rilevanti è quello di Ban Chiang, in provincia di Udon Thani, nella parte nordorientale del Paese, in una zona ricca di acqua dove una fiorente comunità agricola si stabilì tra il 2100 a.C. e il 200 a.C. dedicandosi alla coltivazione del riso e alla lavorazione del bronzo. Si tratta di uno degli stanziamenti più antichi per quanto riguarda la lavorazione del bronzo.
Nei vasi rinvenuti nel sito archeologico di Non Nok Tha, in provincia di Khon Kaen, sono stati trovati resti di riso risalenti al 5000 a.C., che fanno di Non Nok Tha la località più antica in cui esistano tracce di tale cereale, dato che in quel periodo in Cina si coltivava ancora il miglio. Nello stesso sito sono stati trovati diversi reperti in bronzo e in ferro risalenti a periodi compresi tra il 3000 a.C. ed i primi secoli d.C. Scavi eseguiti a Khok Phanom Di, località che si trova oggi a circa 20 km dal Golfo del Siam, in Thailandia dell'Est, hanno portato alla luce tombe di un periodo compreso tra il 2000 a.C. e il 1500 a.C., in cui sono stati trovati oggetti, vasi e scheletri di esseri umani.
Un insediamento particolarmente evoluto lungo il fiume Mun fu quello di Non Mueang Kao (tumulo della città antica), situato nella odierna provincia di Ubon Ratchathani. Abitato a partire dal 500 a.C., il notevole vasellame ritrovato risale però al VII secolo. Questo e altri siti archeologici disseminati lungo il fiume presentano pavimentazioni intonacate, pali in legno e tombe ricche di fine oggettistica, tracce di riso e resti di animali. La raffinata fattura dei tumuli ritrovati nella valle del Mun e il valore degli oggetti al loro interno hanno indotto a pensare che in questa zona si fosse creata un'élite dominante intorno al 1000 a.C. Altri insediamenti sono stati trovati vicino a Lopburi (con reperti che vanno dal 1225 a.C. al 700 a.C.), nella grotta Ong Ba (dal 310 a.C. al 150 a.C.) e nel sito di Ban Don Ta Phet, questi ultimi nella zona sottostante al passo delle Tre Pagode, tuttora considerato la principale porta di accesso della Thailandia Centrale verso la Birmania e l'India. A Ban Don Ta Phet sono stati trovati raffinati oggetti funerari in ferro, bronzo, vetro, agata e cornalina, ritenuti la prima testimonianza dell'introduzione del Buddhismo dall'India nel Sud-est asiatico prima dell'Era cristiana.

## Primi gruppi etnici della regione
Sulle origini dei primi popoli che si stanziarono nel Sudest asiatico sono state avanzate varie ipotesi, spesso in conflitto tra loro. Le prime forme di scrittura apparirono nella regione nel I millennio d.C., non vi sono quindi testimonianze scritte in precedenza sulla storia del suo popolamento e le ipotesi sono basate su studi delle lingue, della genetica e delle tradizioni etniche. Tra le prime popolazioni ad affermarsi nella regione vi furono quelle che parlano idiomi mon khmer, facenti parte delle lingue austroasiatiche, in particolare l'etnia Mon e quella Khmer. Si presume che tali popoli siano arrivati nella regione tra il 2500 a.C. ed il 500 a.C., portando con sé culture ed organizzazioni sociali evolute.

Indianizzazione del Sud-est asiatico

I Mon sono originari della Cina occidentale e si stanziarono nelle fascia compresa tra le valli del basso Irrawaddy (l'odierna Bassa Birmania) e del Chao Phraya (oggi nella Thailandia Centrale). Tra i primi coltivatori giunti nella zona del basso Mekong circa 4 000 anni fa vi furono gruppi che parlavano probabilmente lingue proto-khmer, che attorno al IV secolo a.C. si organizzarono in insediamenti evoluti nella valle dell'affluente Mun, a nord dei monti Dângrêk. Attorno al I secolo a.C., le popolazioni insediatesi in queste valli iniziarono a commerciare con l'India, importando tecnologie, nuove idee e modelli di aggregazione urbana che erano già sviluppate tra gli indiani. Formarono i primi centri abitati di rilievo lungo le coste e in zone più salubri risalendo tali fiumi.
Tra i primi abitanti della penisola malese di cui siano state trovate tracce figurano i negritos, un'etnia di incerte origini che fu sopravanzata già tra il III ed il II millennio a.C. da popoli austronesiani, in particolare dai Proto-malesi, gli antenati degli odierni malesi.
Di questi popoli, che nella terra chiamata oggi Thailandia gradualmente avrebbero lasciato il posto ai siamesi, sono rimasti nel XXI secolo nel Paese alcuni mon, soprattutto lungo le frontiere con la Birmania, la maggior parte dei quali sfuggiti alle persecuzioni dei bamar, nonché alcuni rari nyahkur discendenti degli antichi Mon di Dvaravati. Molti khmer sono stanziati a ridosso della frontiera con la Cambogia, mentre i malesi, convertitisi prima all'Induismo e poi all'Islam grazie ai contatti con la cultura indiana, sono rimasti l'etnia maggioritaria nelle province a cavallo della frontiera tra Thailandia e Malesia, anche se in tali zone hanno assorbito in larga parte la cultura thai.
I popoli tai, di cui i thailandesi fanno parte, sarebbero arrivati gradatamente dalla Cina meridionale dopo i suddetti gruppi etnici, ed avrebbero assunto un ruolo di primo piano solo a partire dal XIII secolo. Tra i primi tai ad affermarsi vi furono gli yuan, che secondo le antiche cronache di Chiang Mai fondarono Yonok, il primo nucleo dell'odierna città di Chiang Saen nella seconda metà del I millennio, nella zona dell'odierno triangolo d'oro ai confini tra Birmania, Thailandia e Laos. Fu una delle prime municipalità (mueang) che i popoli tai formarono nel Sudest asiatico. A Yonok si formò il Regno di Ngoenyang, che nel XIII secolo sarebbe diventato il Regno Lanna.

## Prime civiltà
L'esistenza nel nord della penisola malese di insediamenti evoluti attivi nel commercio e nella navigazione prima dell'era cristiana è testimoniata da manufatti venuti alla luce in entrambe le coste dell'istmo di Kra, in approdi situati lungo le rotte delle prime vie marittime della seta tra la Cina e le civiltà dell'Occidente. La scomodità e la pericolosità di circumnavigare la penisola malese resero necessari degli scali sulla terraferma per accorciare il viaggio, trasferendo le merci via terra tra le due coste dell'istmo. I reperti risultano provenire dalla Cina della dinastia Han occidentale (206 a.C. - 8 d.C.), dall'India e alcuni anche dall'antica Roma (di un periodo compreso tra il III secolo a.C. ed il I d.C.). I più antichi furono trovati presso Krabi e risalgono al IV secolo a.C.
L'esistenza di questi commerci è riportata anche negli annali cinesi di quell'epoca. La prima fonte scritta occidentale riguardante la regione proviene da Tolomeo, che nella sua Geografia del II secolo d.C. lasciò un'accurata descrizione della penisola malese, da lui chiamata Chryse Chersonesos (penisola dorata). Copie di monete romane dello stesso periodo, di probabile manifattura indiana, furono scoperte nella penisola. Una moneta romana risalente al periodo dell'imperatore gallico Marco Piavonio Vittorino (III secolo d.C.) fu rinvenuta nei pressi di Suphanburi, in Thailandia Centrale.

### Funan
Verso la fine del I millennio a.C., varie tribù stanziatesi in Indocina cominciarono a coalizzarsi per formare i primi regni, i cui nomi compaiono negli annali delle dinastie cinesi di quel tempo. Si ritiene che il primo grande Stato della regione sia il Regno del Funan, fondato nel II secolo d.C. lungo il delta del Mekong. che dovette la sua prosperità soprattutto al commercio marittimo del III secolo tra India e Cina e a un'evoluta agricoltura favorita da un'eccellente posizione geografica. L'instabilità dell'Impero cinese aveva reso meno sicura la via della seta e le altre vie di comunicazione sulla terraferma, favorendo lo sviluppo di Funan. Notizie sulla sua esistenza provengono dai resoconti di viaggiatori cinesi e da importanti ritrovamenti archeologici tra cui Óc Eo, antico grande porto, e Angkor Borei, che fu probabilmente la capitale per un periodo.
È considerato il primo tra i "regni indianizzati" del Sud-est asiatico, avendo subito l'influenza della civiltà affermatasi in India settentrionale nel millennio precedente. A diffonderne la cultura furono i navigatori-mercanti-missionari e non vi fu alcuna invasione da parte dei regni indiani. Come sarebbe avvenuto in seguito nella maggior parte della regione, la lingua utilizzata per le cerimonie fu il sanscrito, furono adottate le leggi di Manu e un alfabeto basato sulla scrittura indiana. L'origine del popolo del Funan è controversa, alcuni sostengono che appartenesse al ceppo austronesiano e altri a quello mon khmer.. Alcuni studiosi hanno ipotizzato che fosse di origine austronesiana e che nel corso dei secoli si fosse innestata la componente mon khmer.

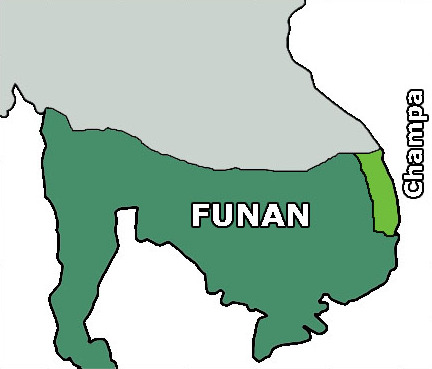
Il regno di Funan

Si ritiene che non fosse uno Stato centralizzato ma una federazione di città-Stato e feudi spesso in guerra tra loro. A partire dal II secolo d.C., il Funan egemonizzò i territori dove si trovano oggi la Cambogia ed il centro della Thailandia. Al III secolo risale l'introduzione del Buddhismo, tollerato nell'ambito del dominante Shivaismo. Al tempo della massima espansione, nel V secolo, Funan aveva esteso la propria influenza sui territori delle odierne Cambogia, Vietnam del Sud, Laos del Sud, parti della Thailandia, della Birmania e della penisola malese. La ricchezza del regno si fondò anche sul fatto che la navigazione avveniva al tempo sottocosta, rendendo necessario fare scalo nei suoi porti. Con il progredire delle tecniche nautiche, le navi potevano risparmiare tempo seguendo rotte in mare aperto e i porti del Funan declinarono a vantaggio di altri porti, soprattutto quelli controllati dal Regno di Srivijaya.
L'ultimo periodo di splendore corrispose al regno di Jayavarman, dal 480 al 514, durante il quale si diffuse e fiorì il Buddhismo. Anche la fine di Funan è oggetto di controversia, alcune fonti sostengono che fu sottomesso con una guerra dal settentrionale Regno di Chenla, altre sostengono che si integrarono pacificamente. Con il declino del Funan, le sue regioni occidentali si resero indipendenti.

### Chenla
Il declino del Funan coincise con l'affermazione di Chenla, il cui popolo viene considerato di etnia Khmer e proviene dalla zona dei Monti Dângrêk. Subordinato a Funan, aveva conservato un buon grado di autonomia. Il Funan fu assorbito in un arco di tempo che va dal 550 al 630, quando il re Isanavarman di Chenla celebrò la supremazia raggiunta e portò la capitale a Isanapura, nella zona centrale dell'odierna Cambogia. In questo periodo vi fu il ritorno dello Shivaismo nella regione a spese del Buddhismo.
Secondo le inscrizioni ritrovate, Chenla recuperò buona parte dei domini perduti da Funan, in particolare nel VII secolo durante il regno di Jayavarman I, la cui organizzazione militare e amministrativa garantì un maggiore controllo sui territori assoggettati. Questo sovrano conferì titoli divini ai propri antenati e fu il primo ad arrogare a sé stesso uno status divino. La tendenza a trasformare il precedente insieme di chiefdom in un abbozzo di Stato centralizzato fu continuata dalla figlia Jayadevi, malgrado la presenza di contemporanee dinastie nel territorio circostante. La penuria di inscrizioni dell'VIII secolo ha reso difficile tracciare una fedele ricostruzione degli avvenimenti dell'ultimo periodo di Chenla.
Secondo alcune fonti, lotte interne decretarono nell'VIII secolo la divisione del territorio in una zona settentrionale, chiamata Chenla di terra, e una meridionale, chiamata Chenla d'acqua. Il conseguente indebolimento avrebbe portato all'inizio del secolo successivo alla conquista di Chenla d'acqua da parte del regno giavanese dei Sailendra, secondo Coedes, da parte del Champa secondo interpretazioni più tarde o, meno plausibilmente, Srivijaya. I Khmer si sarebbero riorganizzati sotto la guida di Jayavarman II, fondatore nell'802 dell'Impero Khmer.

### Dvaravati

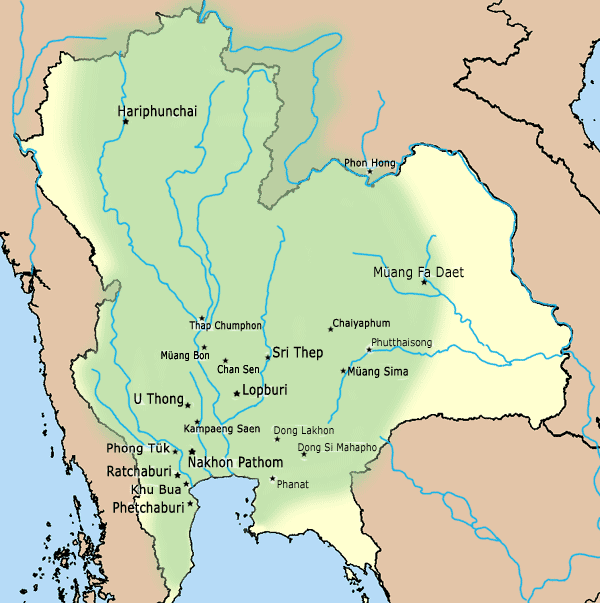
Una fase dell'espansione di Dvaravati e, in giallo, i confini odierni della Thailandia

Il periodo Dvaravati (in lingua thai: ทวารวดี, RTGS: Thawaarawadii) caratterizzò la storia del Sud-est asiatico dalla prima metà del I millennio fino al XIV secolo ed avrebbe avuto grande importanza nella formazione della cultura siamese. Il termine Dvaravati viene usato per definire, oltre al periodo storico, anche l'insieme di città-Stato e la cultura che tali municipalità espressero nei territori delle odierne zone centro-settentrionali della Thailandia e del Laos. Fu una delle prime civilizzazioni che nacquero nella regione, ed in particolare fu quella che introdusse il Buddhismo. Il principale idioma parlato fu una forma antica della lingua mon, e si presume quindi che la popolazione fosse principalmente di etnia Mon, affermatasi in quel periodo nel vicino territorio dell'odierna Bassa Birmania con il Regno di Thaton. Non è chiaro se i principati Dvaravati fossero parte di un regno centralizzato, una confederazione o semplicemente un gruppo di città-Stato con una comune matrice etno-culturale.

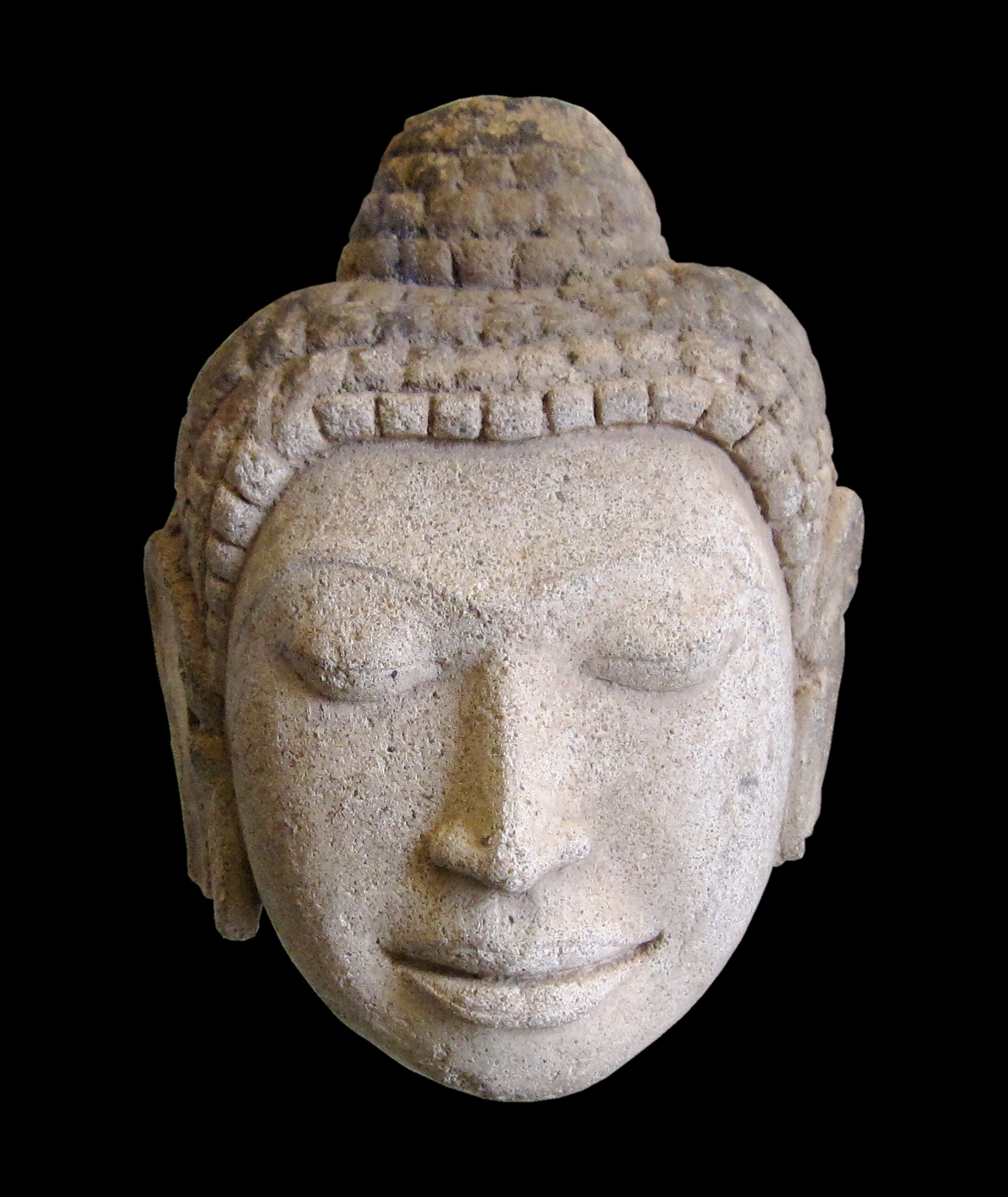
Buddha del periodo Dvaravati che risale al IX-X secolo, oggi al British Museum

I ritrovamenti archeologici del primo periodo Dvaravati dimostrano l'influenza artistica della Dinastia Gupta, instauratasi a quel tempo nell'India del Nord. Tra i primi centri Dvaravati nella valle del Chao Phraya vi furono il Regno di Nakhon Pathom e il Regno di Lavo, fondato a metà del V secolo nell'odierna Lopburi. Nel periodo di transizione tra il declino di Funan e l'ascesa di Chenla, grazie a Dvaravati cominciò nel VI secolo a fiorire in tutta la regione l'arte buddhista, che manteneva molti dei connotati induisti del periodo precedente. Si diffusero il Buddhismo Mahāyāna e quello Theravada, che in seguito avrebbe preso il sopravvento.
Sempre nel VI secolo si diffusero le prime forme di scrittura nel sudest asiatico, quella dei Mon e dei Khmer, derivate dall'alfabeto Pallava dell'India meridionale. L'espansione a nord di Dvaravati ebbe inizio tra il VII e l'VIII secolo con la fondazione del Regno di Hariphunchai. Il periodo d'oro dei regni mon nella valle del Chao Phraya durò fino al IX secolo, quando l'Impero Khmer iniziò ad espandersi e a diffondere l'Induismo. Lavo fu definitivamente sottomessa dall'Impero Khmer nella prima metà del XII secolo diventandone l'avamposto nord-occidentale pur mantenendo la struttura gerarchica Dvaravati ed un discreto margine di autonomia.
Tutte le altre municipalità ad est del fiume Chao Phraya caddero sotto il dominio khmer. Quanto restava della cultura Dvaravati sarebbe stato assorbito in seguito dagli emergenti popoli tai, che gradualmente fondarono o conquistarono le città-Stato ribattezzandole mueang. L'ultimo dei regni indipendenti di Dvaravati fu Hariphunchai, l'odierna Lamphun, che seppe respingere le invasioni Khmer ma fu conquistato verso la fine del XIII secolo dall'esercito del Regno di Ngoenyang dei Tai Yuan, il cui re Mangrai avrebbe fondato il Regno Lanna. Haripunchai, che aveva diffuso la cultura dei Mon e il Buddhismo Theravada nel nord, divenne la capitale spirituale e culturale del Regno Lanna.

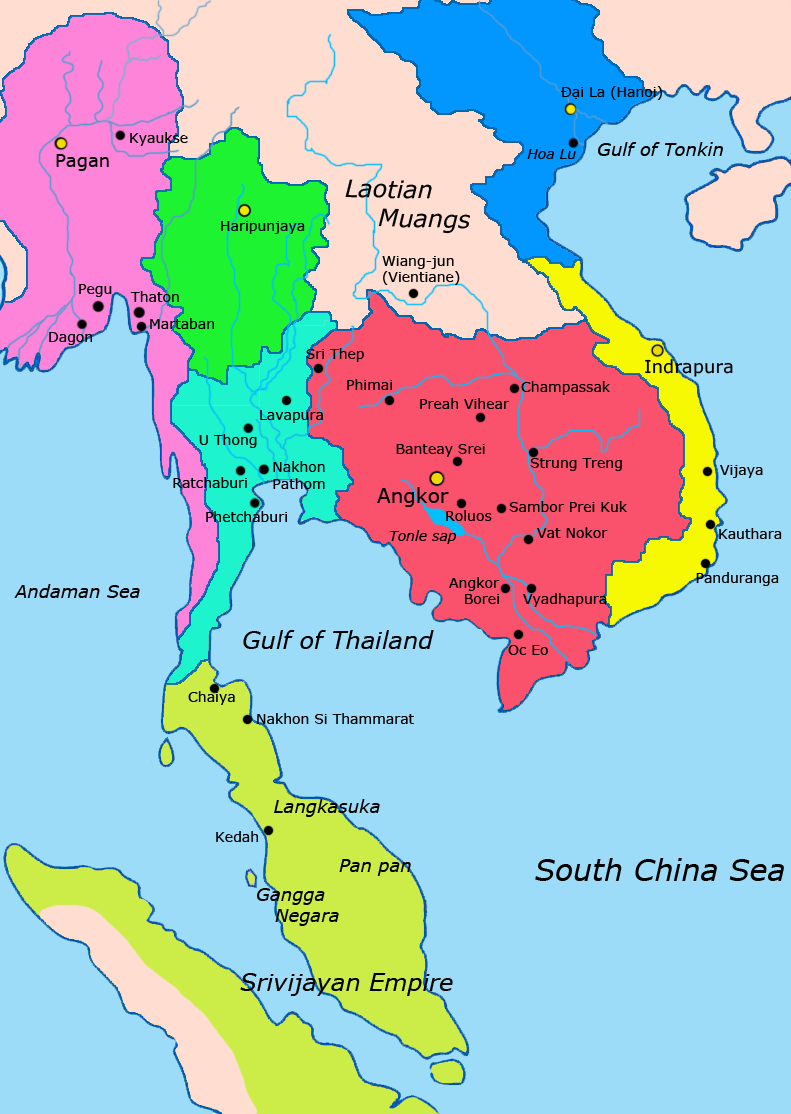
Sud-est asiatico nell'XI secolo. L'Impero Khmer, in rosso, in fase di espansione. Nel nord-ovest Hariphunchai e al centro la confederazione Dvaravati, in azzurro, in cui primeggia il Regno di Lavo. A sud l'Impero Srivijaya, la cui espansione verso nord fu fermata dai khmer. Ad ovest il Regno di Pagan, lo Stato dei birmani che sottomise il Regno di Thaton dei mon

### Impero Khmer
L'Impero Khmer si affermò nel sudest asiatico a partire dal IX secolo e gradualmente divenne lo Stato più importante della regione. Si presume sia stato fondato nell'802 da un principe khmer che riunificò i regni Chenla tramite conquiste militari, matrimoni e vassallaggi; si proclamò chakravartin (sovrano universale, letteralmente "re le cui ruote del carro sono inarrestabili") a Mahendraparvata, in una cerimonia sacra volta a garantire l'indipendenza della Kamvujadeśa da Chvea (che fonti diverse hanno individuato nel regno giavanese dei Sailendra, nel Champa o in Srivijaya). Assunse il nome regale Jayavarman II e instaurò il culto induista devaraja (re divino) come religione di Stato. Spostò alcune volte la propria capitale nella zona che sarebbe diventata famosa come Angkor.

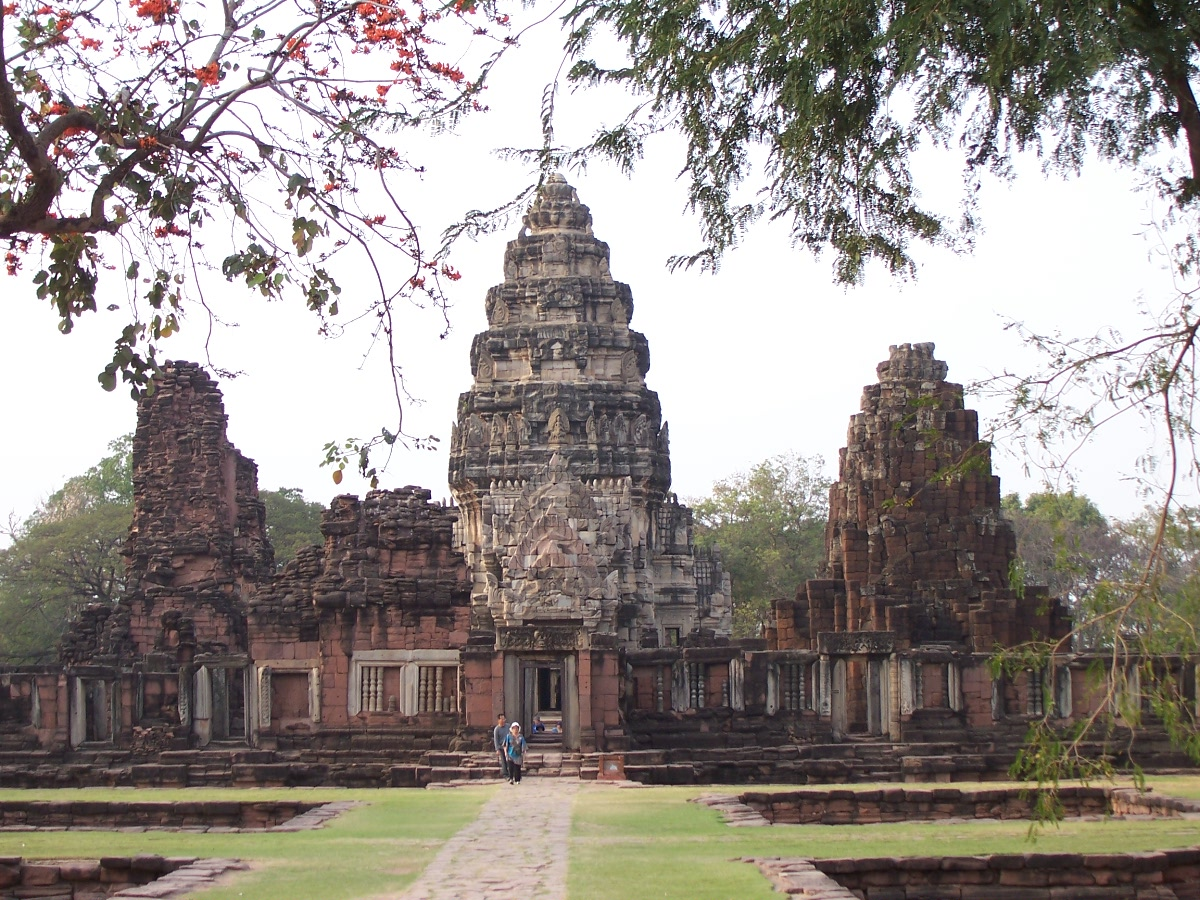
Uno degli antichi templi khmer di Phimai, nella provincia di Nakhon Ratchasima

Fu l'inizio di una grande civilizzazione testimoniata oggi dalle rovine dei templi e dei palazzi di Angkor, che divenne un modello per lo sviluppo delle città di quel tempo nelle valli del Mekong e del Chao Phraya. L'impero raggiunse immenso potere e una grande estensione, sviluppando un solido apparato governativo e giudiziario, fiorenti commerci con l'estero, nuove forme di architettura e altre arti, una varietà di fedi religiose che si alternarono nei secoli e un'imponente organizzazione militare. I khmer si distinsero per gli avanzati sistemi di agricoltura, in particolare per quanto riguarda l'irrigazione, specializzandosi nell'immagazzinare acqua in evoluti impianti come i baray.
L'esercito Khmer di re Suryavarman II, che regnò dal 1113 al 1150 e fece costruire il tempio di Angkor Wat, invase la pianura del Chao Phraya e conquistò diversi territori dei Mon di Dvaravati. Dopo aver definitivamente preso il controllo del Regno di Lavo, che era stato sottomesso per un certo periodo dai Khmer il secolo prima, attaccò invano l'altro regno Mon di Haripunjaya. Tra le annessioni verificatesi durante il regno di Suryavarman II vi furono altri territori ad ovest, verso il confine con i birmani del Regno di Pagan, a sud fu invasa la penisola malese fino al regno di Tambralinga (nella zona dell'odierna provincia di Nakhon Si Thammarat) e a nord i Khmer si espansero lungo la valle del Mekong e nell'altopiano di Korat.
I regni Mon conquistati furono inglobati all'impero come Stati vassalli e poterono mantenere propri regnanti e una certa autonomia. Buona parte della cultura e dell'organizzazione statale siamese sarebbe stata importata dall'Impero Khmer, grazie anche alle deportazioni che il Regno di Ayutthaya operò dopo aver ripetutamente espugnato Angkor a partire dalla seconda metà del XIV secolo; in seguito la Cambogia sarebbe diventato uno Stato cuscinetto tra il Siam e gli Stati che portarono alla formazione del Vietnam.

### I primi Stati nella penisola malese

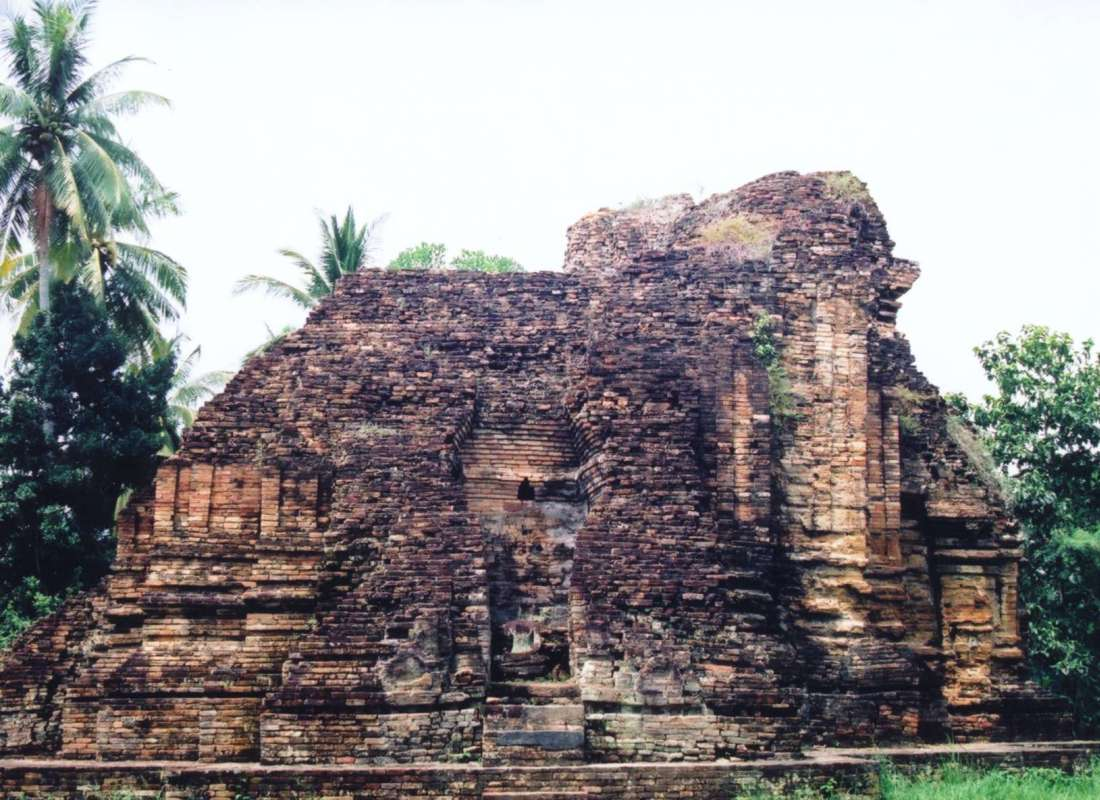
Rovine del Wat Phra Laew a Chaiya, avamposto di Srivijaya situato nell'odierna provincia di Surat Thani

Secondo fonti cinesi, alcuni piccoli regni primitivi di Proto-malesi formatisi nella penisola malese furono tributari del Funan nel II secolo. A partire dal VI secolo si affermarono i primi regni di una certa consistenza, Kanduli che aveva il suo centro nella moderna provincia di Surat Thani e Langkasuka, con la capitale nell'odierna provincia di Pattani. Situata lungo la via marittima della seta, nella regione peninsulare si diffuse a quel tempo la cultura indiana e si svilupparono l'Induismo e il Buddhismo Mahāyāna. Secondo i resoconti del monaco cinese Yìjìng, verso la fine del VII secolo Langkasuka era un importante centro di studi del Buddhismo Mahāyāna.
In quello stesso periodo, il potente Impero Srivijaya dell'isola di Sumatra aveva esteso la propria influenza sulla penisola malese. L'espansionismo verso nord di Srivijaya fu fermato nell'XI secolo dall'alleanza tra i Khmer e gli Indiani della dinastia Chola, che sconfissero Srivijaya e i loro alleati di Tambralinga, l'odierna Nakhon Si Thammarat. La disfatta fu per Srivijaya l'inizio del declino, molti dei commerci internazionali evitarono la rotta di Sumatra e la via che attraversava l'istmo di Kra fu rilanciata. I Khmer occuparono Tambralinga ma dovettero richiamare le truppe ad oriente per affrontare la minaccia portata dal Regno Champa.
All'inizio del XIII secolo Tambralinga divenne uno dei centri più importanti del Buddhismo Theravada ed il suo re Candrabhanu invase Sri Lanka, dove tale fede era praticata da secoli, con il pretesto di appropriarsi di sacre reliquie del Buddha. Fu l'unico regno del Sud-est asiatico ad aver mai messo in atto un'invasione di un Paese al di fuori della regione. Nella seconda metà del secolo cadde sotto l'influenza dell'emergente Regno di Sukhothai.

## Popoli tai

### La leggenda
Secondo la leggenda di Khun Borom, mitologico fondatore delle stirpi Tai nella tradizione dei lao e dei thai, i primi Tai si insediarono nella zona di Muong Theng (la città degli Spiriti celesti), l'odierna Dien Bien Phu nel Vietnam settentrionale. Il Dio del Cielo Phya Theng mandò tra loro il figlio Khun Borom per civilizzarli. Stabilito un regno, questi intraprese una vittoriosa guerra contro gli esseri ritenuti inferiori e chiamati kha (schiavi, servi), che nel frattempo si erano stanziati a Mueang Sua, l'odierna Luang Prabang. Questo evento determinò la supremazia dei Tai sulle fertili pianure e la relegazione dei kha nelle aree montane.
Quando il popolo fu maturo, Khun Borom radunò i propri sette figli, assegnò ad ognuno una moglie, una corte, parte dei territori e della popolazione, impartì loro nozioni sull'arte di governo e fece loro stringere un patto di collaborazione reciproca. Dopo la sua morte, i figli partirono con il loro seguito per prendere possesso delle terre assegnate. Il Regno di Mueang Sua rimase nelle mani del primogenito Khun Lo, fondatore della dinastia reale laotiana. Agli altri sei figli toccarono rispettivamente i territori corrispondenti agli odierni Sipsongpanna, Tonchino, Thailandia del Nord, Ayutthaya, Stato Shan e provincia di Xiangkhoang, in Laos.

### Le origini nella storiografia moderna
La progressiva espansione degli Han cinesi nei territori a sud del Fiume Azzurro a partire dal VI secolo a.C. ebbe luogo in un lungo arco di tempo e costrinse le popolazioni autoctone a emigrare. Buona parte di tali popolazioni era formata da Tai che si spostarono per fuggire alla dominazione Han e per cercare nuovi terreni coltivabili. Molti storiografi sostengono che la terra di provenienza dei popoli Tai sia l'odierno Sichuan, mentre altri ritengono che le loro origini fossero più ad est.
Gli Han completarono la conquista delle coste meridionali nei primi secoli dell'era cristiana e vi fu un'ulteriore emigrazione verso ovest dei Tai, che si stanziarono in un ampio arco di territori compresi tra l'odierno Guangxi e la valle del Brahmaputra. Si arricchirono nelle nuove terre in virtù delle avanzate tecniche di coltura del riso e di irrigazione che possedevano. Dovettero attendere a lungo prima di affermarsi a livello politico nelle zone più civilizzate. Tra i primi Tai a penetrare nel sudest asiatico vi furono gli Yuan, che si stabilirono nelle valli collinari dell'alto Mekong, e i Lao, che si distribuirono nella valle del medio Mekong, nelle zone a nord dell'Impero Khmer.
Tra le altre etnie Tai che migrarono vi furono gli Ahom, nella valle del Brahmaputra, gli Shan nelle valli collinari del medio Saluen, i Thai nella valle del Chao Phraya, i Dam e i Khao nelle valli del fiume Rosso, i Lü formarono il Regno di Chiang Hung lungo il Mekong, a nord degli Yuan, con cui spartiscono buona parte di cultura e tradizioni. Tra i Tai sono annoverati gli Zhuang, che si fermarono nella zona corrispondente all'odierno Guangxi.

### Forme di organizzazione sociale
I popoli Tai sottrassero con la forza i migliori terreni coltivabili lungo i fiumi alle preesistenti tribù minori che parlavano lingue mon-khmer, costringendole a spostarsi nelle zone montane o a integrarsi nelle comunità Tai. Si diedero quindi una struttura regionale consorziandosi nelle cosiddette mueang, inizialmente piccole città-Stato dove veniva eletto un sovrano (chao) e a cui facevano riferimento una cerchia di villaggi minori della stessa zona. Queste prime forme di organizzazione ebbero luogo nelle zone periferiche dell'Impero Khmer, a nord delle grandi pianure.
Quando le mueang più importanti si costituirono a regno, come in tutta la regione per governare fu adottato il sistema mandala, in cui alle mueang vassalle veniva lasciata autonomia di amministrare la propria cerchia di mueang più piccole, e a queste i villaggi dei territori circostanti. Lo Stato non era quindi centralizzato e forniva protezione in cambio di tributi e occasionale appoggio militare. Per garantirsi il rispetto degli accordi, il re costringeva il vassallo a concedergli una figlia in sposa e ne deportava altri parenti prossimi a titolo di ostaggio. Il rapporto si rivelò talvolta labile nei periodi di crisi dello Stato egemone, e frequenti furono i casi in cui una mueang lontana dalla capitale entrasse nella sfera di influenza di un altro Stato, a volte pagando tributi ad entrambi gli Stati.

### I regni di Nanzhao e di Dali

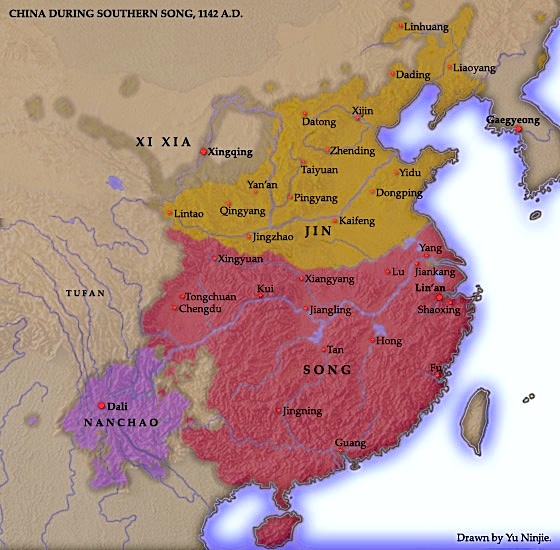
Territori di Nanzhao/Dali e delle dinastie Jīn e Song Meridionali nella Cina del 1142

Anche lo spostamento delle tribù Tai ebbe luogo nell'arco di diversi secoli e tra le mete iniziali vi furono i territori dell'odierna Cina meridionale e in particolare dello Yunnan, dove entrarono a far parte del Regno di Nanzhao, la cui classe dominante era però di etnia Bai. Nanzhao fu fondato nel 737 nella zona dell'odierno Yunnan e fu tollerato dai cinesi come Stato cuscinetto tra l'impero ed il belligerante Tibet. Disciolto nel 907 dopo un colpo di Stato, fu rifondato nel 937 come Regno di Dali. Nell'orbita culturale della Cina, i Tai di Nanzhao acquisirono un alto livello di conoscenze ed entrarono in contatto con la cultura indiana e buddhista, trovandosi nell'antica strada che congiungeva l'India e la Cina.
Il Regno di Nanzhao/Dali riveste particolare importanza per i tai anche perché consentì lo sviluppo del Sud-est asiatico con una moderata influenza dell'Impero Cinese, di cui era uno Stato tributario. Fu conquistato nel 1253 dai mongoli di Kublai Khan, che in quegli stessi anni fondò la dinastia Yuan dopo essersi impadronito del trono imperiale Cinese. È stato ipotizzato che se la Cina avesse conquistato Nanzhao qualche secolo prima, avrebbe esteso maggiormente la propria influenza nel Sud-est asiatico a scapito dei Thai e degli altri popoli affermatisi nella regione. Con il progressivo declino del Regno di Dali, molti Tai emigrarono a sud dove i Lü formarono il Regno di Chiang Hung e gli Yuan quelli di Ngoenyang e Phayao. L'Impero cinese, alle prese con la lotta tra le dinastie dei Jīn e dei Song Meridionali e la pressione dei Mongoli alle frontiere settentrionali, non poté impedire la fondazione di questi Stati.

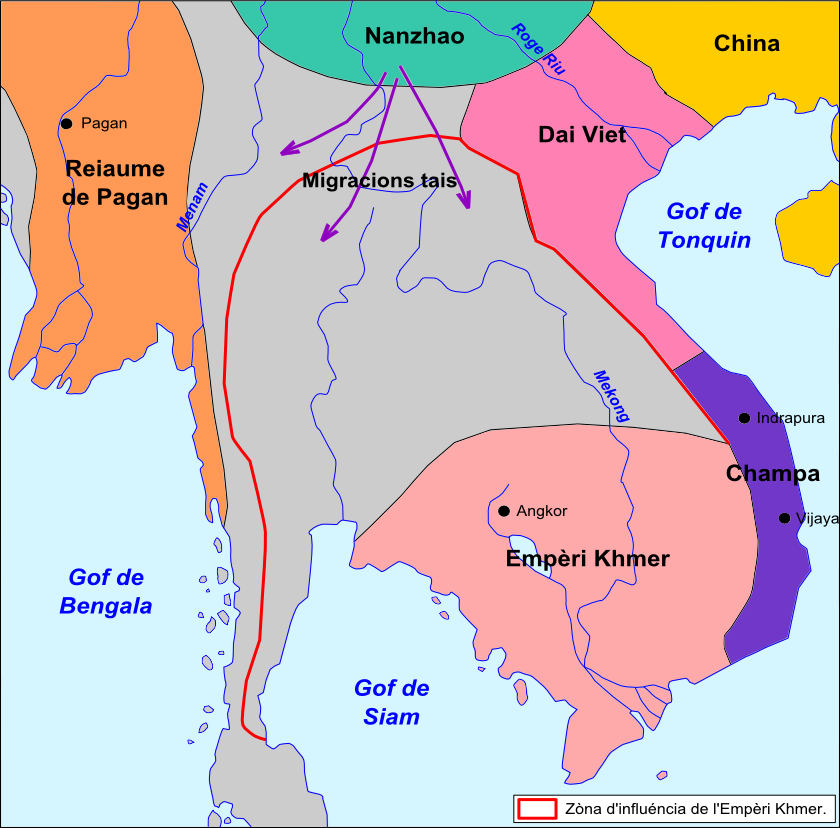
Penetrazione dei popoli tai dopo la caduta dei regni di Nanzhao e Dali

## I thai
Tra le fonti che attestano l'arrivo dei Thai nella regione, vi è la menzione di prigionieri di guerra Syāṃ, assieme ad altri Cinesi, Khmer e Vietnamiti, nell'epigrafia dei Chăm dell'XI secolo. In un'inscrizione del XII secolo in un tempio di Angkor Wat, vi è un riferimento a guerrieri Syam (pronuncia IPA: /saˈjaːm/) nell'esercito Khmer, identificati come Thai. Tra i diversi significati dati al termine syam, o siam, uno è la traduzione dal sanscrito di bruno scuro, forse riferito al colore della pelle. Altre versioni sostengono che Siam derivi dal termine Sien, come i Cinesi chiamarono il Regno di Sukhothai, o da Xian, come gli stessi Cinesi avrebbero chiamato l'area del basso Chao Phraya sottomessa da Ayutthaya, che i portoghesi trasformarono in Siam. Il termine Siam, riferito allo Stato dei Thai, sarebbe rimasto in uso presso gli stranieri per diversi secoli, anche se i Thai lo hanno sempre chiamato Mueang Thai (Paese dei Thai).
Stabilitisi nella parte occidentale della valle del Chao Phraya, i Thai assorbirono le influenze dei popoli Dvaravati e Khmer, sviluppando una cultura e un'organizzazione politico-amministrativa più evolute rispetto a quella degli Yuan e dei Lao. Oltre che con le campagne militari, i principi Thai espansero i loro territori imparentandosi con i sovrani delle popolazioni locali. I progressi che fecero in campo religioso, sociale, politico e istituzionale ne avrebbero caratterizzato una distinta identità nazionale. In seguito vi fu l'immigrazione di Indiani e soprattutto di Cinesi; dalle relazioni con tutti questi popoli si sono modellate la civiltà, la cultura e lo stesso patrimonio genetico dei thailandesi odierni.

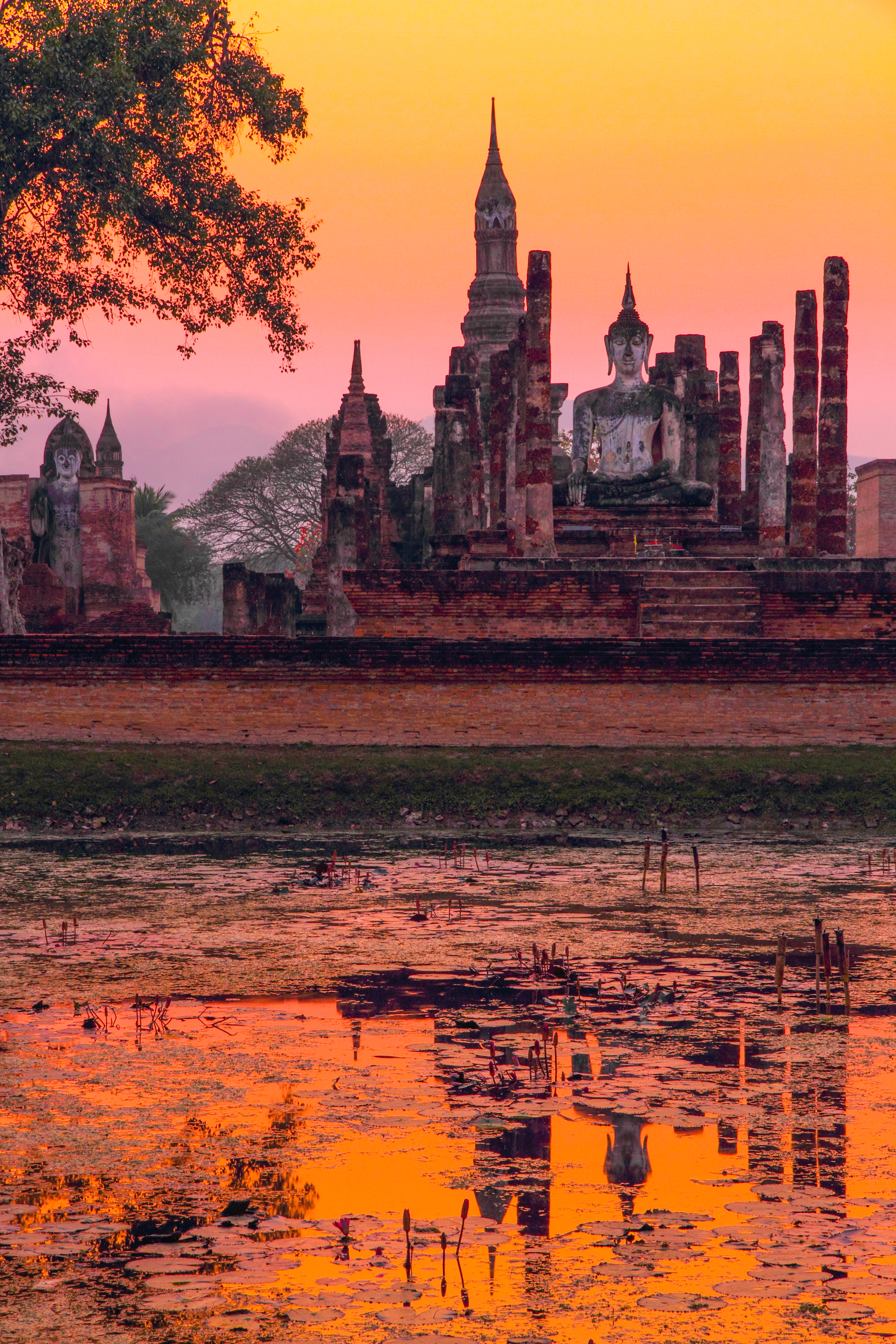
Rovine del Wat Mahathat nel parco storico di Sukhothai

## Regno di Sukhothai
Già nel 1180, i Thai di Sukhothai e Sri Satchanalai si erano ribellati al dominio che il Regno di Lavo esercitava per conto dei Khmer. I governatori di Sukhothai e della vicina Rad guidarono una nuova ribellione contro Lavo e dichiararono i loro territori indipendenti nel 1238. Sri Indraditya si proclamò sovrano del neonato Regno di Sukhothai dando inizio alla dinastia Phra Ruang. Approfittando della crisi dell'Impero Khmer, si espanse conquistando tutto l'alto bacino del Chao Phraya.
Fu il primo grande Stato dei Thai e fu chiamato Sien in Cina, dove secondo la Storia degli Yuan giunse un'ambasciata di Sukhothai nel 1282. I suoi sovrani regnarono secondo la filosofia buddhista del dharmaraja, instaurando un rapporto paternalistico e rendendosi sempre disponibili con i sudditi, sforzandosi di governare con giustizia secondo le leggi del dharma buddhista. Tale sistema si contrappose a quello dei sovrani khmer, che si facevano venerare come una divinità secondo il culto del devaraja, introdotto nell'802 alla fondazione dell'impero da Jayavarman II.
Sukhothai raggiunse il massimo splendore con Ramkhamhaeng il Grande, il terzo sovrano, che regnò dal 1279 el 1298. Conquistò il vicino Regno di Suphannaphum, l'odierna Suphanburi, e buona parte della penisola malese. A nord-est sottomise il regno di Mueang Sua, l'odierna Luang Prabang, e a nord sottrasse al Regno di Hariphunchai l'importante municipalità di Phrae. Ad ovest, il principe thai Wareru salì sul trono di Martaban, in quello che sarebbe diventato il Regno di Hanthawaddy, siglando così un'alleanza tra i Thai e i Mon occidentali.
Ramkhamhaeng fece predisporre nel 1283 il nuovo alfabeto thai, che è tuttora in uso in Thailandia. Il più antico testo in lingua thai noto, scritto con un alfabeto adattato dalla scrittura khmer, è la cosiddetta iscrizione nella stele di Ramkhamhaeng, risalente al 1292 e scoperta nel 1834, la cui originalità è però messa in dubbio da alcuni storici. Durante il suo regno, il Buddhismo Theravada divenne la religione di Stato e Sukhothai raggiunse il massimo splendore anche nel campo dell'economia e delle arti.

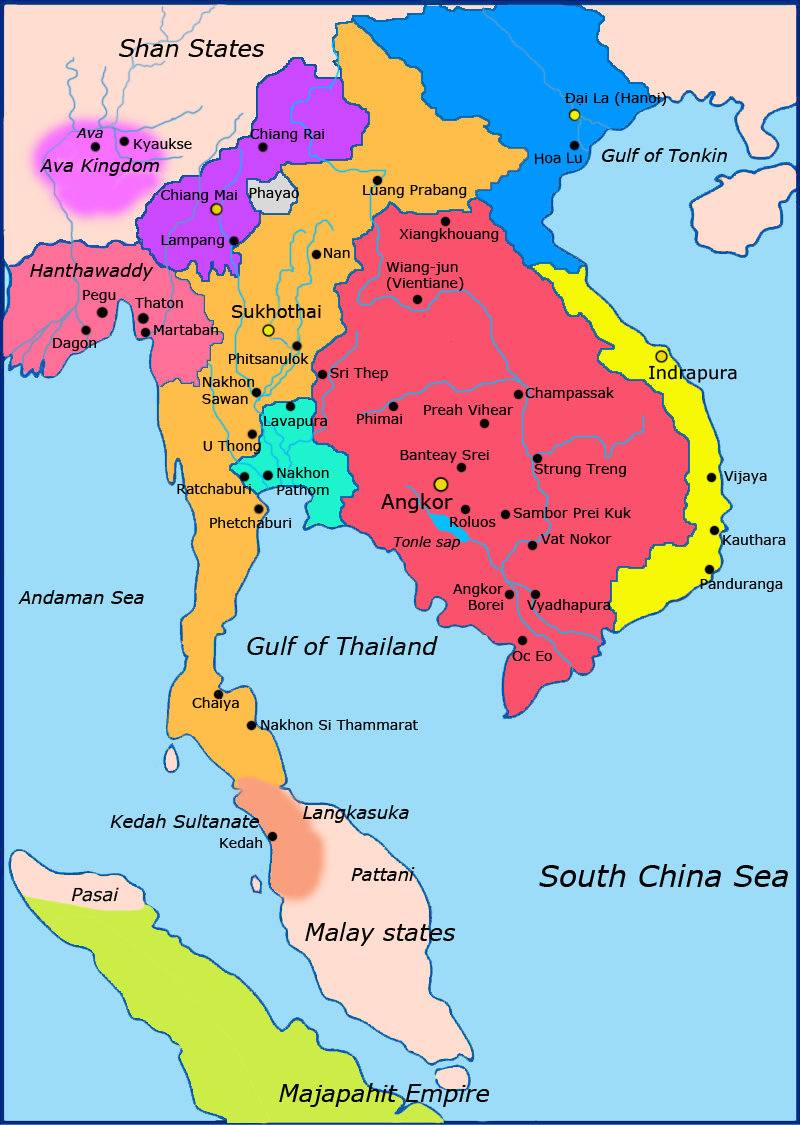
Il Sud-est asiatico attorno al 1300. Massima espansione del Regno di Sukhothai, al tempo di Ramkhamhaeng. In azzurro il Regno di Lavo, tributario dell'Impero Khmer, in rosso. A nord il neonato Regno Lanna

Alla morte di Ramkhanhaeng, diversi territori conquistati da Sukhothai si resero indipendenti ed iniziò un irreversibile declino. Il Regno di Ayutthaya, fondato nel 1350, entrò subito in conflitto con Sukhothai conquistando diversi dei suoi territori e costringendolo nel 1378 al vassallaggio. L'ultimo re di Sukhothai morì nel 1438 senza lasciare eredi e Ayutthaya unificò i due regni. Negli anni successivi, il titolo di re di Sukhothai fu assegnato, salvo alcuni casi, al principe ereditario del trono di Ayutthaya, unitamente al titolo di Maha Uparat (viceré).

## Regno Lanna
Il Regno Lanna fu fondato alla fine del XIII secolo nei territori dell'odierno Triangolo d'oro. Secondo le cronache locali, peraltro non supportate dalla storiografia moderna secondo cui non ci sono fonti attendibili precedenti all'XI secolo, fu preceduto dai Regni di Hiran e di Ngoenyang, la capitale fondata attorno all'850 dai Tai Yuan. Ngoenyang si espanse sensibilmente, arrivando ad occupare territori nella valle del Mekong. In seguito l'influenza del vicino Regno di Hariphunchai introdusse tra la popolazione il Buddhismo Theravada.
Nel 1250, Ngoenyang fu conquistata dai Tai Lü del Regno di Chiang Hung, l'odierna Jinghong della prefettura cinese del Xishuangbanna. Il breve dominio Lü venne interrotto dall'affermazione delle orde mongole di Kublai Khan, che dopo aver conquistato l'antico Regno di Dali divenne imperatore della Cina fondando la dinastia Yuan. I Mongoli inizialmente non attaccarono i territori a sud di Dali e ne approfittò il re di Ngoenyang Mengrai, che espanse il territorio e nel 1263 fece costruire la nuova capitale Chiang Rai. Strinse una solida alleanza in funzione anti-mongola con i sovrani Ngam Mueng di Phayao e Ramkhamhaeng di Sukhothai nel 1279.

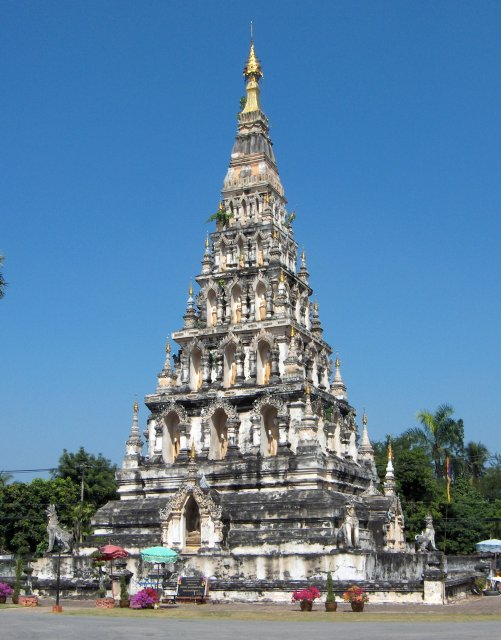
Il chedi di Wat Chedi Liam a Wiang Kum Kam, una delle antiche capitali Lanna

Nel 1292, con la conquista di Haripunchai, Mengrai ampliò sensibilmente il proprio regno che ribattezzò Lanna e che avrebbe dominato la regione per molti anni. Nel 1296 spostò nuovamente la capitale, fondando Chiang Mai. Conquistò molti altri territori, rese vassalli i regni di Chiang Hung e di Mueang Sua e arrivò a sottomettere alcune municipalità dell'odierno Vietnam settentrionale e dello Stato Shan. I tentativi mongoli negli anni successivi di penetrare nel territorio Lanna furono frustrati dalla resistenza di Mangrai, che difese anche Chiang Hung e fu in grado di attaccare le guarnigioni cinesi nella zona. Dopo aver respinto con successo i ripetuti attacchi, nel 1312-1313 Lanna e Chiang Hung si impegnarono ad inviare tributi all'imperatore in cambio dell'indipendenza. Fu probabilmente grazie a Mangrai che buona parte del Sud-est asiatico poté evitare l'invasione dei mongoli.
Dopo la sua morte, avvenuta nel 1317, iniziò un periodo di instabilità del regno. Nel 1350 fu fondato il Regno di Ayutthaya, contro cui Lanna fu impegnato in diverse guerre. L'ultimo sovrano in grado di respingere gli attacchi di Ayutthaya e far prosperare il regno fu Tilokaraj, che aiutò gli alleati Lao di Lan Xang a respingere un attacco dei Vietnamiti, conquistò territori birmani nello Stato Shan e promosse importanti attività religiose. Le continue guerre con Ayutthaya e lotte interne tra aspiranti al trono indebolirono Lanna, che fu conquistato nel 1558 dai Birmani dei quali divenne vassallo. Nei due secoli successivi vi furono frequenti conflitti tra i Birmani e Ayutthaya per la supremazia sui territori Lanna. Nel 1767 Ayutthaya venne distrutta dai Birmani, ma re Taksin rifondò il Paese nel nuovo Regno di Thonburi e impose la suzeraineté su Lanna, che ribattezzò Regno di Chiang Mai. Dopo l'annessione al Siam di Chiang Mai nel 1892, i tai yuan sono diventati parte integrante della società thailandese, ma hanno conservato la propria lingua e, parzialmente, la propria scrittura.

## Regno di Lan Xang
Tra il IV e l'VIII secolo, si formarono nella valle del medio Mekong le prime mueang dei Lao, che subirono l'influenza dei regni indocinesi e dell'Impero Cinese, ma mantennero autonomia e conservarono i propri regnanti. All'inizio del XIII secolo, la mueang di Sua (o Sawa), l'odierna Luang Prabang, riuscì a rendersi indipendente dai potenti Stati vicini ed a costituirsi a regno. La dinastia di Meuang Sua unificò il popolo laotiano grazie a Fa Ngum, un principe esiliato che riuscì nell'intento con l'aiuto dell'Impero Khmer.
Dopo una lunga marcia, nel corso della quale sottomise le varie mueang Lao lungo il Mekong e le valli adiacenti, nel 1353 Fa Ngum conquistò Mueang Sua e l'anno successivo Vientiane, dove si fece incoronare monarca del nuovo Regno di Lan Xang. Stabilì la capitale a Mueang Sua e fece del Buddhismo Theravada la religione di Stato. I confini del regno si estendevano dalle frontiere sud-ovest dell'Impero Cinese fino alla Cambogia, dalle creste della catena Annamita fino all'altopiano di Korat. L'alleanza con i Khmer portò Fa Ngum a minacciare l'emergente Regno di Ayutthaya, il cui Re Ramathibodi gli offrì in segno di pace alcuni territori e la propria figlia in sposa. L'isolamento geografico e l'alleanza con i khmer a sud garantirono a Lan Xang un periodo di stabilità nei due regni successivi.
L'unificazione aveva provocato una spaccatura tra l'aristocrazia di corte e nacque un conflitto interno che si sarebbe trascinato a lungo. Nel 1500, con l'ascesa al trono di Visunarat, Lan Xang tornò a prosperare e si consolidò durante il regno dei successori Phothisarat I e Setthathirat. Quest'ultimo divenne un eroe nazionale per aver respinto tre invasioni birmane e per i traguardi raggiunti in politica interna ed estera. Nel 1575 i Birmani del re Bayinnaung della dinastia di Toungoo espugnarono Vientiane e sottomisero il regno per i 28 anni successivi.

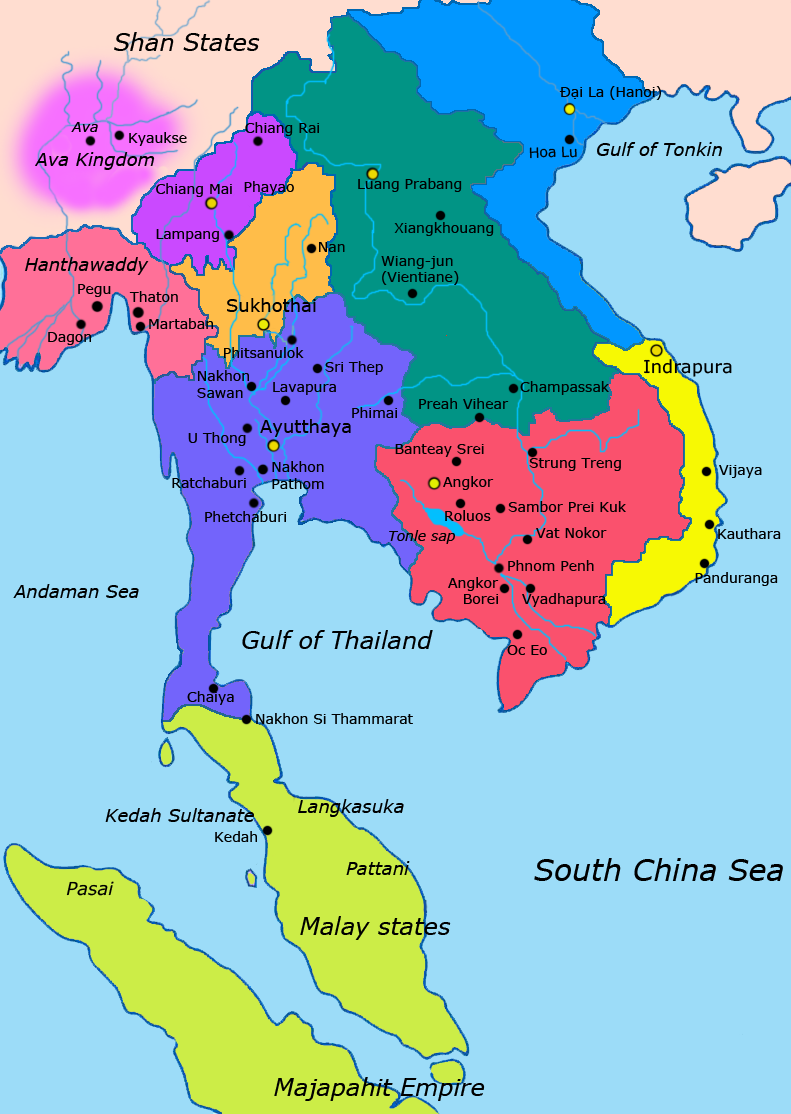
Inizio del XV secolo. Espansione del Regno di Ayutthaya e di Lan Xang, progressivo ridimensionamento di Sukhothai e dei khmer

Riacquisita l'indipendenza, la rinascita di Lan Xang corrispose al regno di Surigna Vongsa, un re illuminato che promosse le arti e strinse alleanza con re Narai di Ayutthaya. Fu il periodo di massimo splendore, durante il quale arrivarono a corte i primi inviati europei, che definirono Vientiane la più magnificente città del sudest asiatico. Alla morte del re riaffiorarono i conflitti dell'aristocrazia, che i sovrani successivi non seppero controllare. Nel 1707 vi fu lo smembramento dello Stato nei regni di Lan Xang Luang Prabang e Lan Xang Vientiane. I principati del sud approfittarono dell'instabilità e nel 1713 istituirono il Regno di Champasak.
I tre regni, spesso in conflitto tra loro, vennero assoggettati tra il 1777 ed il 1779 dal Siam, riunificato da re Taksin. Il territorio ad ovest del Mekong, l'odierno Isan, venne annesso al Siam nel 1779, mentre i tre regni divennero vassalli. La ribellione del re di Vientiane Anuvong, iniziata nel 1826, si concluse nel dicembre del 1828 con la distruzione della capitale, la deportazione di diverse centinaia di migliaia di laotiani nelle zone disabitate dell'Isan e l'annessione al Siam del Regno di Vientiane. I discendenti di questi Laotiani, che costituiscono oggi una grande parte della popolazione thai, hanno mantenuto l'identità culturale originale e tuttora parlano i vari dialetti della lingua isan, derivante dal laotiano.

## Regno di Ayutthaya
Il Regno di Ayutthaya, secondo grande Stato dei Siamesi, avrebbe dominato la regione per quattro secoli ed è all'origine dell'odierna Thailandia. Fu fondato nel 1350 da Ramathibodi, un principe di origini incerte che sposò la figlia del re di U Thong, una città-Stato nella zona dell'odierna provincia di Suphanburi. Questo regno aveva in quel periodo esteso la propria influenza sulla penisola malese, arrivando fino alle zone di Tambralinga e del Tenasserim. Qualche anno dopo sposò anche la figlia del re di Lavo e succedette al re di U Thong quando questi morì.
Una grave epidemia colpì la città e fu costruita una nuova capitale alla confluenza tra i fiumi Chao Phraya, Pa Sak e Lopburi, un sito difficilmente attaccabile. Fu pronta nel 1351 e fu chiamata Ayutthaya, il cui nome deriva da Ayodhya, antica città santa dell'India in cui secondo la leggenda nacque Rāma, divinità cruciale nella tradizione induista e buddhista. Ramathibodi si fece incoronare sovrano di Ayutthaya il 4 marzo 1351, sotto il suo controllo vi erano i regni vassalli di U Thong e Lavo. Fu sin dall'inizio una città cosmopolita con abitanti di origini Tai, Khmer, Mon, Cinesi, Malesi e Indiane, caratteristica che avrebbe mantenuto nel corso della sua storia.

### Politica estera e prima espansione
Secondo alcune fonti, la campagna più significativa di Ramathibodi I fu contro il declinante Impero Khmer, la prima intrapresa come re di Ayutthaya; il suo esercito pose sotto assedio la capitale Angkor Thom, che resistette un anno prima di capitolare. I Siamesi depredarono immensi tesori e deportarono in schiavitù buona parte della popolazione, in particolare burocrati artigiani e bramini che avrebbero esercitato grande influenza sulla società siamese. La conquista di Angkor portò all'annessione di diversi territori khmer nelle zone dell'altopiano di Korat. Altre fonti più recenti, confermano le vittorie delle truppe di Ramathibodi su quelle Khmer, ma mettono in dubbio la capitolazione di Angkor. L'anno seguente, Fa Ngum fondò ad est il Regno Lao di Lan Xang, alleato dei Khmer in funzione anti-Siamese, che avrebbe costituito un ostacolo per le ambizioni espansionistiche di Ayutthaya verso oriente. Il nuovo sovrano Khmer riprese Angkor Thom nel 1357 con l'aiuto di Fa Ngum, cacciando i Siamesi.
In seguito Ramathibodi invase Sukhothai costringendo il suo sovrano a negoziare la pace, ma sottrasse al suo controllo altri territori nella penisola malese. Nel 1357 Lan Xang si espanse nell'altopiano di Korat e la minaccia che rappresentò fu scongiurata da Ramathibodi concedendo in sposa la figlia a Fa Ngum. In quel periodo si acutizzò in Cina la crisi della dinastia Yuan, che aveva allentato il controllo sulla periferia dell'impero per affrontare catastrofi naturali e rivolte interne. La più grave fu quella dei Turbanti Rossi, che si concluse nel 1368 con il crollo degli Yuan e la presa del potere della dinastia Ming (1368-1644). Come i maggiori Stati vicini, Ayutthaya riconobbe la supremazia dell'Impero Cinese con il versamento di tributi, anche in virtù dei vantaggi commerciali che ne derivavano.

### Governo e religione

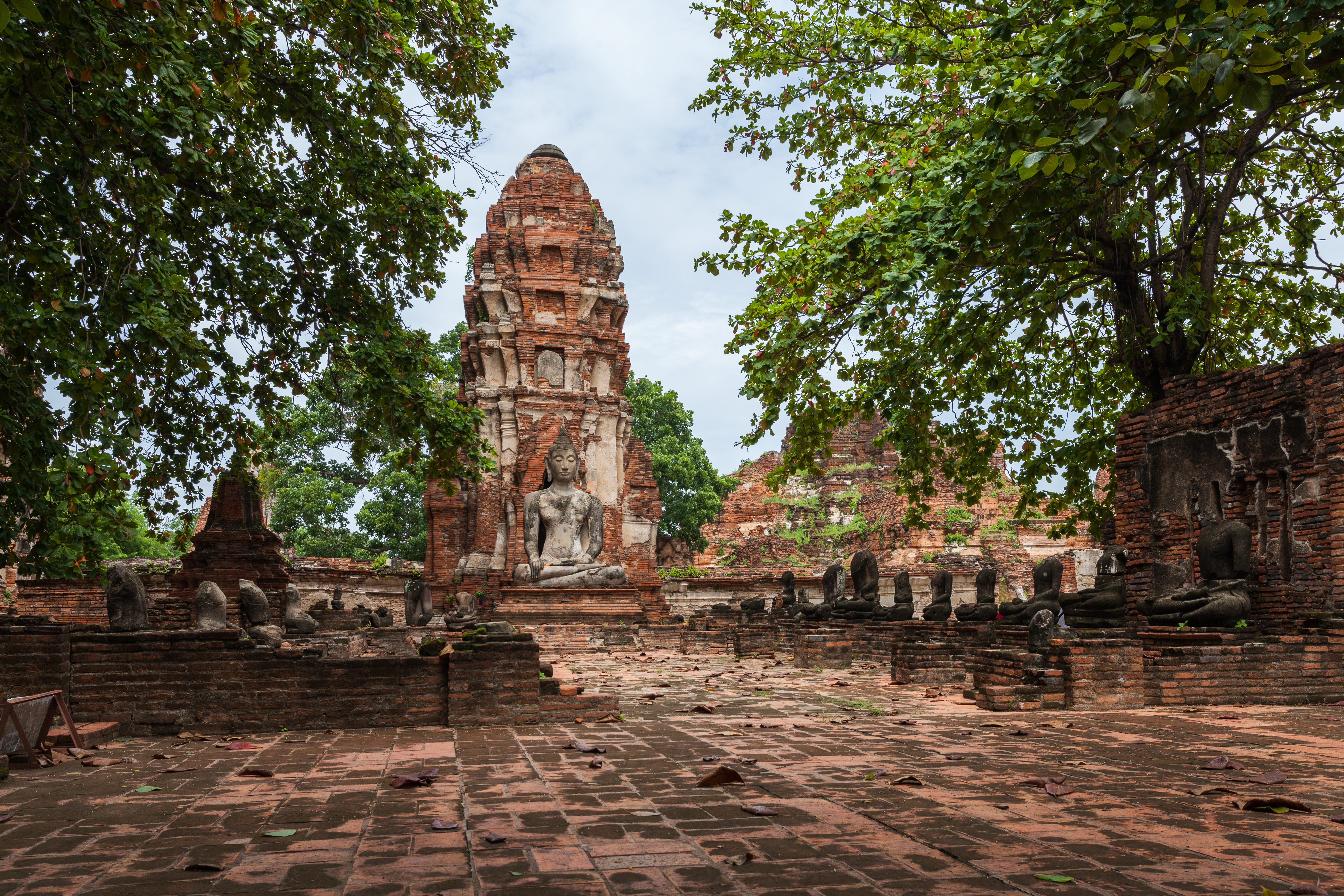
Rovine del Wat Mahathat, uno dei più antichi complessi templari di Ayutthaya

Governando il regno secondo il sistema mandala, Ramathibodi affidò l'amministrazione ai ministri khun klahng, alle finanze, khun mueang per le municipalità e khun nah per l'agricoltura. Le leggi si basarono sul codice in vigore nel Regno di Nanzhao, (737 d.C.-902) considerato una delle culle della civiltà dei popoli Tai, e sulle leggi dell'India antica. Salvo modifiche minori, il suo sistema sarebbe rimasto in vigore fino alla fine del XIX secolo, quando re Rama V promulgò una consistente serie di nuove e rivoluzionarie norme. Ramathibodi fece del Buddhismo Theravada la religione di Stato nel 1360 e fece compilare il codice delle leggi in pali, la lingua liturgica di tale religione.
Ne promosse la diffusione invitando monaci della sangha di Ceylon, l'odierno Sri Lanka, il paese più importante della tradizione Theravada; fece inoltre costruire importanti templi in tutto il Paese. Al contrario del Regno di Sukhothai, dove il sovrano (raja) era una figura paterna che regnava secondo gli insegnamenti di Gautama Buddha (chiamati Dhamma) e veniva quindi considerato un dhammaraja, Ramathibodi adottò la tradizione in uso in India e nell'Impero Khmer, dove il sovrano aveva le prerogative divine del devaraja (divinità-re) e veniva venerato come tale. Questo rapporto tra re e popolo sarebbe stato mantenuto nella successiva storia del Paese, tanto che molti secoli dopo anche i re di Thailandia, pur ispirandosi ai dhammaraja di Sukhothai, avrebbero mantenute molte delle prerogative tipiche del devaraja.

### Consolidamento
La lotta dinastica tra le corti di Lavo e U Thong iniziata con la morte di Ramathibodi vide prevalere Borommaracha I, che nel 1378 costrinse al vassallaggio Sukhothai, la cui capitale fu spostata a Phitsanulok dove sarebbe rimasta fino all'annessione ad Ayutthaya nel 1448. La lotta per il trono tra le due dinastie continuò fino agli inizi del XV secolo ma non indebolì Ayutthaya. Ramesuan, figlio di Ramathibodi, riprese il controllo dell'Impero Khmer riconquistando Angkor nel 1394. Durante il suo regno vi fu anche la prima delle numerose guerre tra Ayutthaya ed il Regno Lanna. Sukhothai si rese indipendente ma fu di nuovo sottomessa durante il regno di Intharacha.
L'ultimo sovrano di Sukhothai morì senza avere avuto figli nel 1438 e da allora la carica fu assegnata, salvo alcuni casi, al principe ereditario del trono di Ayutthaya, che mantenne la propria sede a Phitsanulok. Il regno fu definitivamente unificato ad Ayutthaya nel 1448 con l'ascesa al trono di Trailokanat, le cui grandi riforme dell'amministrazione sia in campo militare che in ambito civile sarebbero rimaste in vigore fino al XIX secolo. Furono i primi passi verso la creazione di uno Stato centralizzato e contribuirono a migliorare l'organizzazione dell'esercito. Il sovrano fu anche un fervente buddhista, introducendo riforme anche a livello clericale, promuovendo la fede Theravada e facendo costruire molti templi.

#### Declino dei Khmer e avvento dell'Islam
Nel 1431 l'esercito di Ayutthaya espugnò Angkor Thom dopo un lungo assedio e i Khmer spostarono la capitale a Basan, situata ad est lungo il Mekong a pochi chilometri dall'attuale Phnom Penh. La caduta di Angkor pose fine all'Impero Khmer, il trasferimento della capitale ad est segna l'inizio del cosiddetto periodo buio della Cambogia; il nuovo regno sarebbe rimasto fino al XIX secolo quasi sempre vassallo del Siam o del Vietnam, che si scontrarono in numerose guerre per acquisirne la supremazia. Dopo il sacco di Angkor Thom, i Khmer si riorganizzarono e cacciarono i Siamesi ma mantennero la capitale a est per proteggersi da eventuali nuovi attacchi di Ayutthaya.
All'inizio del XV secolo fu fondato il Sultanato di Malacca, uno dei primi grandi Stati islamici della regione, che nel giro di alcuni decenni diffuse il credo musulmano sunnita verso Giava e verso il nord della penisola malese. Il suo fondatore Parameswara guidò personalmente un'ambasciata alla corte cinese ed ottenne la protezione imperiale contro le minacce di Ayutthaya, che da lungo tempo riscuoteva tributi in questa zona. In quei decenni si formò dalle ceneri di Langkasuka il Regno di Pattani, che sarebbe diventato il più agguerrito Stato islamico tra i tributari di Ayutthaya.
La roccaforte buddhista divenne Nakhon Si Thammarat e i suoi sovrani rimasero sotto la sfera d'influenza di Ayutthaya, che in seguito sarebbe riuscita a mantenere il controllo del sud, ma non riuscì mai ad assimilare alla propria cultura le popolazioni locali sunnite. Questo fenomeno si sarebbe trascinato nei secoli e fu all'origine dell'insurrezione nella Thailandia del Sud nell'era contemporanea. Il consolidamento nel nord della penisola permise comunque ad Ayutthaya di controllare il grande volume di traffici di merci tra Oriente e Occidente che passavano attraverso l'istmo di Kra, diventando lo Stato più importante della regione negli scambi commerciali con la Cina.

### Primi contatti con l'Occidente
All'inizio del XVI secolo giunsero i primi navigatori/mercanti Europei. Oltre a favorire lo sviluppo dell'economia, introdussero nuovi tipi di armi da fuoco che cambiarono radicalmente il modo di fare guerra nella regione. Salito al trono nel 1491, Ramathibodi II fu il primo monarca Siamese a stabilire contatti con l'Occidente e, grazie alle armi fornitegli dai portoghesi, inflisse una grande sconfitta al Regno Lanna occupando Phrae e Lampang, a 80 km dalla capitale Chiang Mai. I Portoghesi erano sbarcati nel 1509 a Malacca, e la conquistarono militarmente nel 1511 al comando di Afonso de Albuquerque, viceré dell'India portoghese. L'ambasciata portoghese di quello stesso anno guidata da Duarte Fernandes fu ricevuta cordialmente nella capitale siamese da Ramathibodi II; furono i primi Europei a giungere ad Ayutthaya e cinque anni dopo fu stipulato un trattato che consentiva loro di commerciare nel regno e stabilirsi nella capitale. I Portoghesi si impegnarono a rifornire Ayutthaya di armi, della tecnologia per fabbricarle e di personale per l'addestramento.

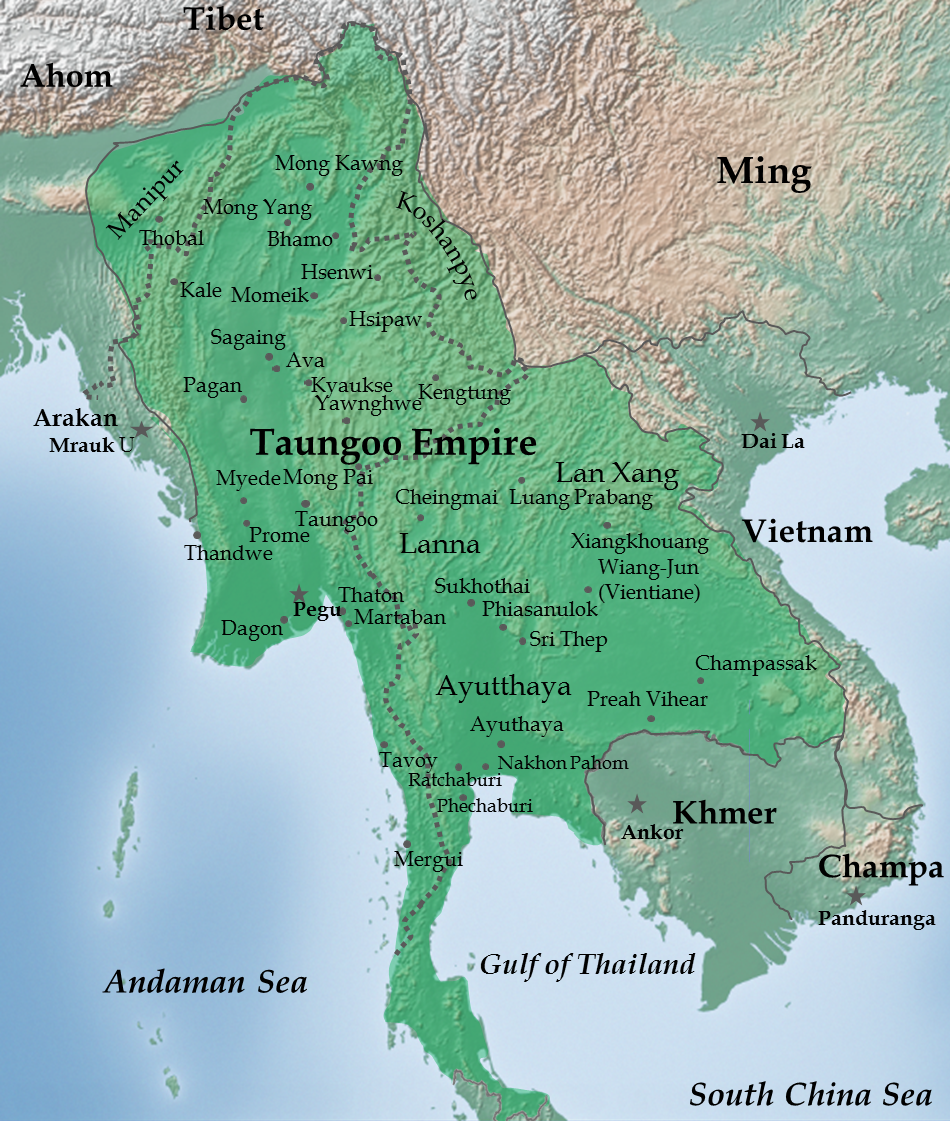
L'Impero birmano, creato da Bayinnaung della dinastia di Toungoo, comprende i regni di Ayutthaya e Lan Xang

### Crisi dinastica e resa ai birmani
Tra il 1533 al 1548, quattro sovrani di Ayutthaya furono assassinati da membri della casa reale. Nel frattempo era salito al trono del Regno di Toungoo Tabinshwehti, iniziando l'espansione che nel 1545 avrebbe riunificato la Birmania. Dopo i primi scontri con i Siamesi lungo la frontiera, i Birmani ne invasero i territori nel 1549. Furono respinti alle porte della capitale grazie anche alla regina Suriyothai, considerata eroina nazionale per aver sacrificato la propria vita contribuendo a salvare il marito re Maha Chakkraphat.
Tabinshwehti morì nel 1550 e i Birmani guidati dal nuovo re Bayinnaung divennero il Paese più potente del Sud-est asiatico. Conquistarono il Regno Lanna, che perse per sempre l'indipendenza a 265 anni dalla fondazione, e con la nuova invasione del 1564 costrinsero Ayutthaya a versare tributi annuali e a cedere Mergui, a quel tempo il maggiore porto della regione. Negli anni successivi, il Regno laotiano di Lan Xang si alleò con Ayutthaya in funzione anti-birmana. Bayinnaung tornò quindi con un esercito e nel 1569 Ayutthaya fu espugnata per la prima volta nella sua storia. L'intera famiglia reale siamese fu deportata nella capitale birmana Pegu e il nuovo re morì durante il trasferimento. Fu deportata anche la maggior parte della cittadinanza e nella capitale rimasero 10 000 abitanti, contro i 150 000 del 1544.
Anche i Birmani lasciavano autonomia ai Paesi conquistati, Bayinnaung affidò il trono di Ayutthaya all'alleato Maha Thammaracha, governatore siamese di Phitsanulok, del quale si era assicurato la fedeltà deportandone in Birmania i figli Naresuan e Ekathotsarot al termine dell'invasione del 1564. Maha Thammaracha era discendente dei reali di Sukhothai e fu quindi il capostipite della dinastia di Sukhothai. Furono introdotti in Siam il calendario birmano e molte delle leggi in vigore a Pegu, basate sull'antico codice delle leggi di Manu, da lungo tempo obsoleto in Siam. A partire dal 1570, il sovrano della Cambogia cercò di approfittare della crisi di Ayutthaya ma i ripetuti attacchi furono respinti dai Siamesi che subirono gravi perdite e deportazioni. Maha Thammaracha ordinò la ricostruzione delle difese della città con il consenso di Bayinnaung, che in tal modo gli affidava la protezione delle frontiere sud-orientali dell'impero. Furono ricostruite le mura, scavati nuovi fossati ed acquistati cannoni dagli Europei.

### Naresuan e la rinascita del Siam
I due figli del nuovo re siamese vissero diversi anni a Pegu e furono personalmente educati come figli da Bayinnaung. Si distinse in particolare Naresuan che al ritorno in patria fu nominato re di Phitsanulok, viceré ed erede al trono di Ayutthaya. A seguito di ulteriori invasioni Khmer, Maha Thammaracha iniziò a delegare ai figli le incombenze militari. Le invasioni subite e i pesanti tributi che dovevano pagare ai Birmani, furono un disastro per l'economia dei Siamesi, anche per le deportazioni che avevano lasciato Ayutthaya con pochissima forza lavoro.

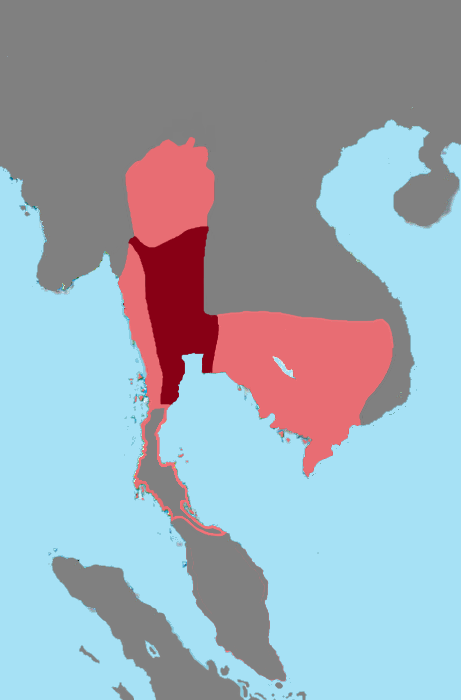
Una mappa approssimativa relativa a uno dei periodi di massima espansione di Ayutthaya, al tempo di Naresuan

Nel novembre del 1581 Bayinnaung morì ed in pochi anni si disfece l'immenso impero. Nel 1584 Naresuan proclamò l'indipendenza di Ayutthaya e guidò un esercito a Pegu, ma fu costretto a ritirarsi. Le truppe che lo inseguirono furono sconfitte e negli anni successivi molti tentativi birmani di riprendere il controllo di Ayutthaya furono respinti. Nel 1590 morì Maha Thammaracha e gli succedette Naresuan. Phitsanulok e altre città del nord furono fatte evacuare e rimasero deserte diversi anni per scoraggiare nuovi attacchi di Pegu. Ebbe così fine il titolo di re di Sukhothai, che spettava all'erede al trono di Ayutthaya e al governatore di Phitsanulok. In un nuovo conflitto, decisiva fu la battaglia di Nong Sarai nei pressi di Suphanburi del 1592, quando Naresuan uccise in un duello in groppa agli elefanti l'erede al trono birmano, costringendo l'esercito rivale a ritirarsi. Dopo questo evento, i Birmani sarebbero rimasti lontani dal Siam per lungo tempo.
In quegli anni Naresuan guidò la rinascita di Ayutthaya, espanse notevolmente il territorio e ottenne il riconoscimento dell'imperatore cinese. Fece deportare molti prigionieri e ripopolò le città siamesi. Favorì lo sviluppo dei commerci con Portoghesi e Spagnoli. A tutto il 1604, il Siam aveva costretto al vassallaggio la Cambogia ed il Regno Lanna, conquistato tutti i territori birmani nella penisola malese e quelli tradizionalmente dei Mon, compresa Pegu. Aveva inoltre assoggettato 3 dei 19 principati degli Shan, mentre gli altri avevano proclamato la propria indipendenza dalla Birmania. Il nuovo re birmano Nyaungyan Min rifondò ad Ava la Dinastia Toungoo ed iniziò una serie di campagne che gli avrebbero permesso di riprendere buona parte dei territori perduti. Spedì le sue truppe a riconquistare i principati Shan e Naresuan giunse a nord alla testa di un grosso esercito per affrontarle, ma cadde malato e morì il 25 aprile 1605. Dopo la morte di Naresuan, le truppe di Ava riconquistarono la Bassa Birmania e buona parte dei territori persi nella penisola malese e a nord, compresa Lanna. Dopo qualche anno i Khmer trasferirono la capitale a Oudong e si allearono in funzione antisiamese con i Vietnamiti, che iniziarono una lenta penetrazione in territorio cambogiano.

### Periodo di maggiore splendore

Diplomatico francese consegna a Narai una lettera del Re Sole

Il XVII secolo fu un periodo di grande prosperità per Ayutthaya, favorita dai pochi conflitti militari e dal grande aumento dei traffici con nuovi interlocutori commerciali. Le grandi guerre del secolo precedente avevano esasperato le popolazioni e le grandi città si erano dotate di fortificazioni in grado di resistere ai bombardamenti; molti soldati vennero reimpiegati in altri settori della società. Le energie furono quindi concentrate sulla ricostruzione delle economie e in quegli anni i Siamesi allacciarono nuovi rapporti commerciali con le fiorenti economie promosse dai Safavidi in Persia e dai Moghul in India, con gli Olandesi che avevano preso il controllo dello stretto di Malacca e con i Giapponesi, riunificati da Tokugawa Ieyasu dopo un lungo periodo di guerre civili. Ayutthaya vide in quegli anni l'insediamento in città di nuove comunità di forestieri dediti agli affari, alle arti, alla politica e ad altri settori della vita sociale; molti di essi arrivarono a ricoprire incarichi di primaria importanza anche a livello governativo. Con la fine delle guerre, Ayutthaya si arricchì come porto di collegamento tra Oriente e Occidente; i prodotti siamesi sul mercato erano limitati, ma la città garantiva lo scambio di merci al riparo dalle incursioni dei pirati e libero dalle influenze politiche delle potenze europee.
Durante il regno di Narai (dal 1656 al 1688), il Siam conobbe il periodo di maggiore splendore della sua storia. Conosciuto come uno dei grandi re del Paese, Narai sviluppò ulteriormente gli scambi commerciali e diplomatici con l'Occidente, in particolar modo con Britannici, Persiani e Francesi, che contribuirono ad arricchire il regno e a fare di Ayutthaya il crocevia del commercio nella regione. Promosse le arti ed accolse a corte un gran numero di importanti scrittori e poeti in un periodo dorato per la letteratura siamese. Durante il suo regno vi furono le prime ambasciate siamesi in Europa; ricorse all'aiuto militare della Francia per contrastare le crescenti ingerenze degli Olandesi nell'economia e nella politica, che destavano preoccupazioni. Fu anche un periodo di apertura alle culture e alle religioni, i Francesi inviarono importanti missioni cattoliche e inaugurarono un seminario ad Ayutthaya. L'ambasciatore e missionario francese Guy Tachard descrisse con stupore le magnificenze di corte trovate durante la sua visita in Siam. L'accoglienza riservata da Narai illuse i missionari sciiti Persiani e cattolici Francesi di poterlo convertire. La crescente influenza militare francese e il rischio della sua conversione gli attirarono il malumore dell'aristocrazia e della sangha.

### Ultima dinastia e caduta di Ayutthaya

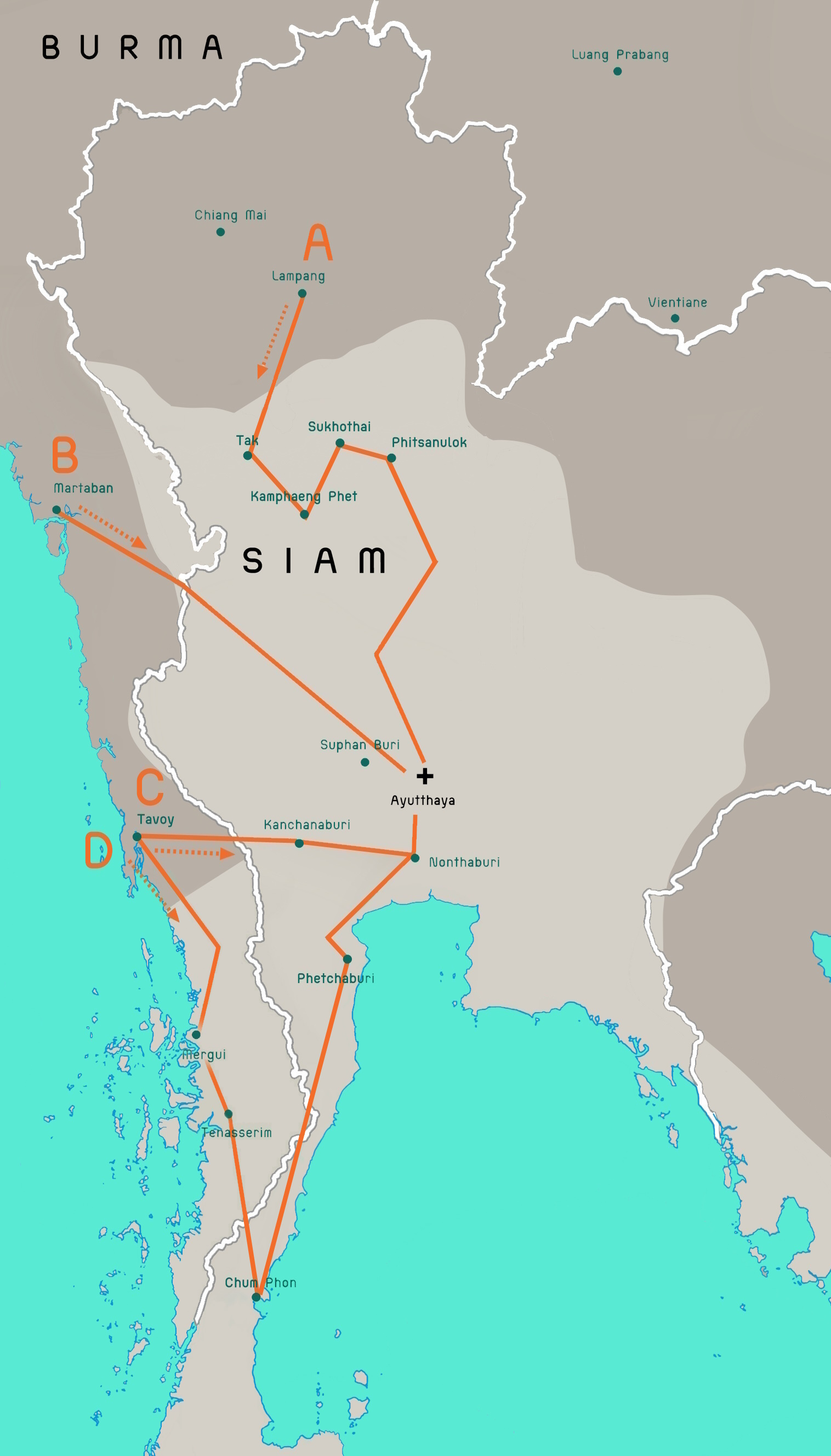
Schema dell'attacco birmano ad Ayutthaya del 1765-1767

Alla morte di Narai, nel 1688 il cortigiano Phetracha usurpò il trono e fece allontanare dal Siam tutti gli stranieri ad eccezione dei missionari; tale chiusura sarebbe rimasta effettiva fino alla prima metà dell'Ottocento. La perdita dei commerci con l'Occidente fu parzialmente compensata dall'aumento degli scambi con gli Stati del sud e in questo periodo crebbe l'immigrazione cinese. La possibilità di arricchirsi era comunque riservata quasi solo ai nobili e molti popolani si fecero monaci, il cui status sociale era elevato; i monasteri inoltre accoglievano tutti con poche discriminazioni. Il buddhismo divenne sempre più importante anche a corte e l'ultimo periodo di splendore di Ayutthaya corrispose al regno di Borommakot (1732-1758), che fece costruire grandi templi ed acquisì fama internazionale come patrono della fede. Fiorirono le arti e l'economia in un periodo che vide aumentare l'importanza e i privilegi dell'aristocrazia cittadina. Alla prosperità socio-economica non si accompagnò l'ammodernamento delle forze armate, che a lungo non avevano combattuto alcuna guerra. I principali sforzi degli ultimi regni furono destinati allo sviluppo del commercio, fu quindi sempre più difficile reperire soldati e l'esercito poté contare su un numero decrescente di truppe.
I fasti in cui la corte e l'aristocrazia si erano adagiate avevano portato all'assopimento dello spirito guerriero e fu una sorpresa l'attacco dei Birmani, con i quali negli ultimi 150 anni vi era stata la pace. Questi erano guidati dalla nuova aggressiva dinastia Konbaung, il cui capo-stipite Alaungpaya invase il Siam e pose sotto assedio la capitale nel 1760 senza aver trovato opposizione consistente durante la marcia. L'attacco fu respinto ma dimostrò l'inadeguatezza delle forze siamesi, aggravata dalle lotte interne dell'aristocrazia e dall'inconsistente contributo dei regni vassalli. Venne a mancare il sentimento unitario necessario per affrontare i Birmani, che tra il 1763 ed il 1764 ripresero il controllo di Lanna, Luang Prabang e del Tenasserim. Il nuovo attacco fu fatale ad Ayutthaya, che capitolò dopo un lungo assedio il 7 aprile del 1767. I Birmani entrarono in città e si lasciarono andare ad ogni sorta di barbarie. Gli annali di Ayutthaya, i manoscritti contenenti le antiche leggi ed i testi sacri furono portati via o dati alle fiamme. Furono incendiati e distrutti gli edifici e deportata ad Ava buona parte della popolazione, tra cui circa 2 000 membri della famiglia reale; il re trovò la morte mentre fuggiva. Ayutthaya fu abbandonata e invasa dalla giungla, ma anche altre città siamesi subirono danni enormi. Il tragico evento provocò il risveglio del militarismo e, a lungo termine, la formazione di un nuovo ordine sociale e la crescita dell'economia di mercato.

## Regno di Thonburi

### Riunificazione del Paese
Con la distruzione di Ayutthaya, le truppe birmane dovettero rientrare in patria per fronteggiare un'invasione cinese a nord, lasciando presso Ayutthaya una guarnigione. Il Siam si spaccò in sei parti controllate da locali signori della guerra. Uno di questi era Taksin, generale siamese di origine cinese che aveva rotto l'assedio di Ayutthaya e si era rifugiato con la sua guardia cinese nella zona costiera ad est. Dopo aver radunato un buon numero di combattenti e sottomesso i governatori locali, verso la fine del 1767 con una flotta risalì il Chao Phraya e cacciò i Birmani. Fu acclamato re del Siam dai suoi uomini e stabilì la nuova capitale a Thonburi. Nei mesi successivi riunificò il Paese con il contributo dei generali Thong Duang e Bunma, due fratelli la cui famiglia faceva parte dell'aristocrazia di Ayutthaya. Negli anni successivi furono respinte invasioni birmane e fu ripreso il controllo di Lanna, le cui città si erano spopolate durante le invasioni dell'ultimo decennio.
Taksin diede quindi inizio a una politica di espansionismo, furono sottomessi alcuni sultanati malesi, la Cambogia e i regni laotiani di Champasak, Vientiane e Luang Prabang. Il territorio sotto il suo controllo divenne più grande di quello di Ayutthaya prima della capitolazione. Con la sottomissione dei regni laotiani, nel 1779 i territori del nord-est conosciuti oggi come Isan furono annessi al Siam. Tra i tesori depredati a Vientiane vi fu il Buddha di Smeraldo, che è diventato simbolo della monarchia thai. Taksin favorì l'immigrazione cinese per ravvivare la stagnante economia e riprese gli scambi commerciali con Britannici, Olandesi e soprattutto con l'Impero cinese, che nel 1772 riconobbe ufficialmente il Regno di Thonburi. I nuovi rapporti commerciali instaurati con la Cina cambiarono il volto dell'economia, in particolare furono molte le imprese e la manovalanza cinese che iniziarono a trasferirsi in Siam.
Taksin creò un regime militarista accentrando su di sé il potere, anche quello ecclesiastico, e distribuì le più alte cariche di Stato a uomini di fiducia, escludendo molti dei nobili superstiti di Ayutthaya. Il malcontento dei nobili si aggiunse a quello dei vertici dell'esercito, irritati per il rigido controllo a cui furono sottoposti, e sfociò nel colpo di Stato del 1782. Quando Thong Duang venne a sapere del colpo di Stato, si trovava a combattere in Cambogia. Lasciò il comando dell'esercito al fratello Bunma, si precipitò a Thonburi alla testa di un'armata e restaurò la pace, eseguendo arresti e punendo gli autori del colpo di Stato. Secondo le fonti locali, il generale fece decapitare Taksin il 6 aprile del 1782 e si fece incoronare re, dando inizio alla dinastia Chakri che tuttora regna in Thailandia. Avrebbe in seguito preso i nomi regali Buddha Yodfa Chulaloke e Rama I.

## Il periodo di Rattanakosin

### Splendore dei primi regni di Bangkok
Rama I spostò la capitale sulla riva opposta del fiume, fece scavare un fossato difensivo e creò l'isola di Rattanakosin, il nucleo attorno al quale si sarebbe poi sviluppata l'odierna Bangkok e che diede il nome al nuovo Regno di Rattanakosin. Fu reintrodotto lo splendore classico di Ayutthaya, molto diverso dallo spartano militarismo voluto da Taksin. Fu recuperato quanto si era salvato dalla distruzione di Ayutthaya (monumenti, oggetti sacri, manoscritti) e portato nei maestosi palazzi che adornarono la nuova capitale, su tutti il Grande Palazzo Reale. L'apparato militare ebbe un'importanza centrale, furono rafforzati i confini a nord-ovest respingendo nuove invasioni birmane che si ripeterono fino al 1804 e fu riedificata Chiang Mai. Fu riaffermata la suzeraineté sulla Cambogia e sui regni laotiani e fu esercitato un controllo più diretto sui possedimenti nella penisola malese. Per tutti questi territori fu reintrodotto un vecchio sistema di tassazione che rifornì Bangkok di prodotti da esportare in Cina. Molti degli abitanti delle zone sottomesse furono deportati in Siam come forza lavoro.
Rama I autorizzò la revisione dei sacri testi Tripitaka e periodici controlli sui monaci. Attribuì a sé il ruolo di guida della fede ispirandosi a re Borommakot. Ristrutturò la burocrazia, affidando gli incarichi più importanti dell'amministrazione statale e delle lontane province a personaggi fidati. Al pari di Taksin favorì l'immigrazione dei Cinesi, che progressivamente cambiarono l'aspetto dell'economia nazionale con la loro esperienza negli affari e la grande professionalità, dando inizio in Siam all'economia di mercato. L'imponente mole di affari sviluppatasi arricchì le casse dello Stato e il governo applicò un regime di tassazione privilegiato per la nuova classe di commercianti, primo abbozzo di borghesia siamese. L'immigrazione dei cinesi sarebbe continuata anche nei decenni successivi e si stima che nel 1850 erano 300 000.
Durante il regno di Rama III si registrarono alcuni conflitti significativi. Nel 1826 vi fu la ribellione del re di Vientiane Anuvong, che si concluse nel dicembre del 1828 con la distruzione della capitale, la deportazione di diverse centinaia di migliaia di laotiani nelle zone disabitate dell'Isan e l'annessione al Siam del Regno di Vientiane. Vi furono quindi due conflitti con il Vietnam tra il 1831 ed il 1845 per il controllo della Cambogia, che dal 1812 era tornata sotto la sfera d'influenza vietnamita, nei quali entrambe le volte i siamesi furono sconfitti. Dopo che avevano iniziato la colonizzazione di Birmania e Malesia, nel 1826 i britannici stipularono con Rama III il trattato Burney, accordandosi sul confine thai malese e su nuovi scambi commerciali. Fu la riapertura del Siam all'Occidente dai tempi di Narai.

### Minaccia del colonialismo e modernizzazione
Durante il XIX secolo, l'espansionismo europeo fu la più grande minaccia per la sopravvivenza del Paese, che fu l'unico del Sud-est asiatico a rimanere indipendente, diventando uno Stato cuscinetto tra i possedimenti francesi e britannici.

#### Conquiste britanniche
Dopo aver conquistato l'intero subcontinente indiano, i britannici entrarono in attrito con i belligeranti birmani e nel 1824 scoppiò la prima delle tre guerre anglo-birmane, che si sarebbero concluse nel 1886 con altrettante vittorie degli europei. I territori birmani confluirono nell'Impero anglo-indiano, fondato nel 1858. Il primo insediamento dei britannici in Malesia risale invece al 1786, quando il sultano di Kedah concesse loro Penang in cambio della protezione da thai e birmani. Si aggiunsero quindi Singapore e altri territori che andarono a formare la colonia degli Stabilimenti dello Stretto nel 1826. Quello stesso anno i siamesi si allearono con i britannici, fornendo appoggio logistico nella prima guerra anglo-birmana.

#### Rama IV
La crescente influenza inglese fu anche riconosciuta in campo commerciale nel 1856 con la firma di re Rama IV (regno dal 1851 al 1868) del trattato Bowring, che liberalizzava definitivamente il commercio in Siam ai britannici, ai cui cittadini venivano inoltre garantiti i diritti di extraterritorialità. L'esonimo Siam, con cui il Paese era comunemente denominato dagli europei fin dal XVII secolo, dopo il trattato di Bowring entrò nell'uso ufficiale nei documenti di Stato sottoscritti con le potenze straniere. Simili trattati furono in seguito firmati con altri Paesi occidentali e l'economia ebbe grande slancio, con l'arrivo di un numero crescente di navi mercantili e con l'ammontare degli scambi commerciali che fu quasi raddoppiato tra il 1850 e il 1868.
La corte di Bangkok si rese conto dell'inferiorità siamese rispetto ai britannici, che avevano trionfato contro i birmani e nelle guerre dell'oppio contro la Cina. Rama IV iniziò quindi la modernizzazione del Paese, convinto che fosse necessaria anche per mantenere l'indipendenza. Diffuse le grandi scoperte scientifiche e tecnologiche dell'Occidente, con grandi benefici per l'economia. Tra le varie riforme che attuò vi furono quelle relative al clero, l'abolizione di usanze medievali, la garanzia di nuovi diritti alle donne, l'introduzione della stampa e di sistemi educativi occidentali. Grazie al suo operato, è considerato in Siam uno dei più grandi re e il "Padre della Scienza e della Tecnologia".

#### Conquiste francesi
L'infiltrazione militare francese in Vietnam ebbe inizio alla fine del 1857 e si concluse nel 1884 con la conquista dell'intero Paese, mentre la maggior parte della Cambogia fu occupata nel 1867 in seguito agli accordi sottoscritti con Rama IV, che riconobbero i diritti siamesi sulla parte occidentale. Nel 1887 furono inserite nella neonata Indocina francese le aree della regione in mano ai francesi, che in quel periodo iniziarono ad infiltrarsi nel territorio laotiano sostenendo il diritto vietnamita di suzeraineté su tale territorio. Minacciato alle frontiere orientali, il Siam non volle cedere alle richieste francesi e vide nell'alleanza con i britannici una garanzia per preservare l'indipendenza.
Con lo scoppio della guerra franco-siamese, il 13 luglio 1893 due navi da guerra francesi forzarono i blocchi alle foci del Chao Phraya, giunsero a Bangkok e puntarono i cannoni sul Grande Palazzo Reale. In tal modo, Rama V fu costretto a cedere ai colonialisti il controllo dei vasti territori laotiani ad est del Mekong. Le speranze siamesi di un aiuto britannico erano state frustrate dai nuovi rapporti diplomatici tra britannici e francesi in funzione anti-prussiana. I britannici ottennero comunque la garanzia che il Siam avrebbe conservato l'indipendenza e l'integrità territoriale. Nel 1904, le due potenze europee siglarono l'Entente Cordiale, con cui posero fine alle dispute sulle rispettive colonie in Africa e Asia. Quello stesso anno, i siamesi cedettero ai francesi vaste zone storicamente laotiane ad ovest del Mekong e nel 1907 i possedimenti cambogiani rimasti. In cambio del ruolo avuto nelle controversie franco-siamesi, i britannici ottennero nel 1893 la rinuncia siamese ad ogni rivendicazione sui territori shan a nord e nel 1909 un'analoga rinuncia riguardante i territori di frontiera tra Siam e sultanati malesi.

#### Rama V
Malgrado le concessioni che dovette fare ai colonialisti europei, anche Rama V è considerato uno dei più grandi re thai per aver preservato l'indipendenza del Paese e per le importanti riforme che attuò. Educato da un'istitutrice britannica, proseguì l'opera di modernizzazione del Paese e fu il primo monarca thai a compiere viaggi in Europa. Nei primi anni di regno accentrò su di sé il potere, con l'aiuto dei molti fratelli, mettendo in disparte l'aristocrazia che nei decenni precedenti aveva assunto eccessiva importanza. Riformò radicalmente l'amministrazione, scegliendone i dirigenti, e mosse i primi passi verso la centralizzazione dello Stato con l'istituzione dei monthon, suddivisioni politico-amministrative governate da speciali commissari nominati dal monarca i quali gradualmente sostituirono i vecchi governatori provinciali e i sovrani tributari locali, entrambi tradizionalmente al potere per aver ereditato la carica.
Introdusse nuovi sistemi educativi e legislativi di stile europeo e nel 1905 dichiarò illegale la schiavitù, pratica che rendeva il Siam agli occhi degli europei uno Stato retrogrado. Furono riorganizzate le forze armate. Fece costruire importanti infrastrutture, tra cui la prima ferrovia, e fece cambiare l'aspetto architettonico della capitale assumendo tecnici italiani. La fitta giungla che copriva la maggior parte del Paese aveva favorito la diffusione di malattie e la densità della popolazione era stata tra le più basse della regione. Agli inizi del XX secolo furono prese misure adeguate per il controllo delle epidemie come il colera e il vaiolo e la popolazione crebbe sensibilmente. Ulteriore slancio avrebbe avuto la crescita demografica con la lotta alla malaria e ad altre febbri tropicali dopo la seconda guerra mondiale. Con i trattati internazionali sottoscritti da Rama V, furono fissati i confini definitivi che tuttora delimitano la Thailandia.

#### Rama VI
Il successore di Chulalongkorn fu il figlio Vajiravudh (Rama VI), il cui regno fu caratterizzato da ingenti spese di Stato che aggravarono il deficit nazionale già provato dalle spese di Rama V per modernizzare il Siam. Ideò il motto "nazione, religione, monarchia" per promuovere una sua estrema forma di nazionalismo, con la quale invitò i membri dell'élite dell'etnia thai a essere uniti e difendere le tradizioni, in particolare in opposizione all'ormai folta comunità cinese, i cui esponenti più facoltosi da decenni controllavano gran parte delle maggiori aziende private del Paese. Fondò il Corpo d'armata della tigre selvaggia, un'imponente unità paramilitare il cui prestigio gli inimicò diversi settori dell'esercito. Tra le sue maggiori apprensioni vi erano i possibili nuovi conflitti con Francia e Regno Unito, e fu questo uno dei principali motivi per cui il 22 Luglio 1917 il Siam si unì alle forze alleate della prima guerra mondiale dichiarando guerra all'impero austro-ungarico e all'impero Tedesco. Il contributo siamese al conflitto fu limitato, ma il Paese si garantì un posto al tavolo delle nazioni vincitrici con l'intento di ottenere una revisione dei trattati ineguali che avevano definito le cessioni territoriali a francesi e britannici di qualche anno prima.

## Fine della monarchia assoluta e avvento dei militari al potere

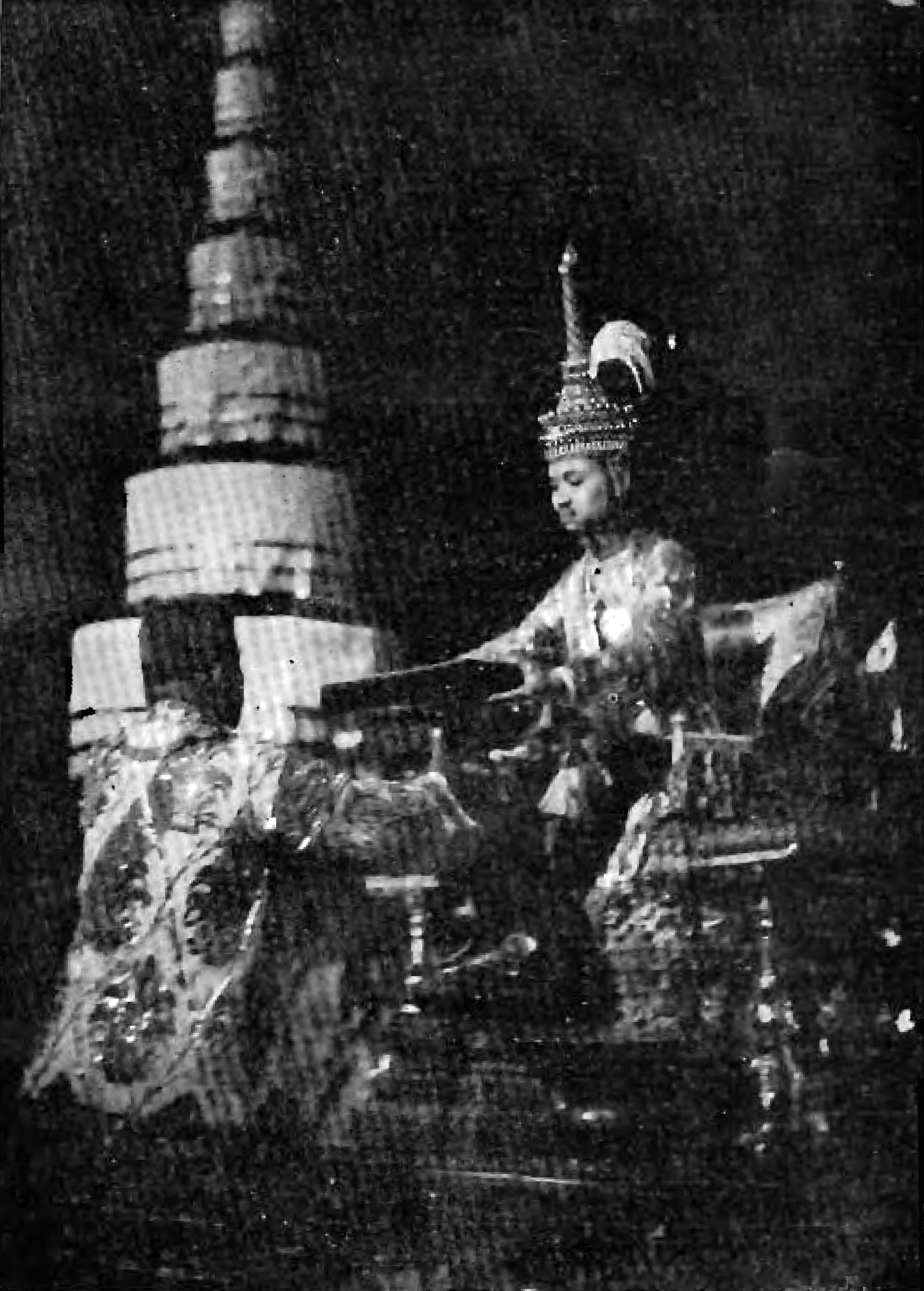
10 dicembre 1932, Rama VII firma la prima Costituzione del Siam, che sostituisce la carta costituzionale provvisoria firmata il giugno precedente

Nei primi decenni del XX secolo, molti giovani thai studiarono all'estero, ed emerse una piccola élite istruita in occidente con idee tradizionali. Nel febbraio 1927 a Parigi, sette studenti thai, tra i quali figurava il ventiseienne Pridi Banomyong, iniziarono a programmare il sovvertimento del regime assolutista monarchico. Tornati in Siam diffusero i loro piani tra gli ufficiali militari e i funzionari civili, organizzandosi segretamente nel partito Khana Ratsadon. Il successo del loro progetto fu dovuto soprattutto all'emergenza economica che il Paese attraversava da anni, derivata dalle enormi spese sostenute per modernizzare lo Stato durante i regni di Rama V e Rama VI e aggravatasi con la crisi globale dovuta alla grande depressione del 1929. Il nuovo sovrano Rama VII si era trovato costretto a ridurre gli effettivi delle forze armate e le spese ad esse relative, provocando crescente malumore nei vertici militari. Il 24 giugno 1932 ebbe luogo il colpo di Stato incruento conosciuto come "rivoluzione del 1932", che portò alla fine della monarchia assoluta e inaugurò l'era costituzionale thailandese.
Aveva così termine il Regno di Rattanakosin ed iniziava la monarchia costituzionale del Regno del Siam. Già nel 1912 era stato sventato un analogo colpo di Stato da parte di un gruppo di giovani ufficiali scarsamente organizzati. La monarchia fu subito relegata a svolgere attività puramente formali o celebrative. Re Rama VII Prajadhipok inizialmente accettò la situazione e, dopo il tentativo fallito di ripristinare il potere regale da parte dei monarchici con la ribellione Boworadet nell'ottobre 1933, al quale si era dichiarato estraneo, si recò all'estero per cure mediche. Stabilitosi in Inghilterra, dopo che il governo di Bangkok respinse le sue richieste di riforma scelse di restare in esilio e non ritornò mai più in patria. Il 2 marzo 1935 abdicò, dichiarando che era disponibile a cedere i poteri al popolo ma non a un individuo o gruppo che li utilizzasse in maniera autocratica. Il giorno stesso dell'abdicazione, il governo proclamò re il suo nipote decenne Ananda Mahidol, che si trovava a studiare in Svizzera e giunse in Thailandia solo tre anni dopo.
Nel decennio successivo, la fazione militare del regime, guidata da Plaek Phibunsongkhram, e quella civile, guidata da Banomyong, entrarono in conflitto. Gli aspetti di nazionalismo e militarismo ebbero il sopravvento con la nomina a primo ministro nel dicembre 1938 di Phibunsongkhram, conosciuto come Phibun, che negli anni successivi esercitò il potere in modo dittatoriale, prendendo a modello i regimi nazi-fascisti europei. Tra le sue iniziative vi furono il ridimensionamento della ricca comunità cinese nel Paese e l'aumento della thaificazione, il processo di assimilazione culturale delle minoranze etniche. L'esonimo Siam, considerato di origine cinese, fu sostituito nel 1939 da Prathet Thai (equivalente a Thailandia). Phibun mise in atto le sue mire espansionistiche per l'unificazione di tutti i popoli tai sotto un unico Stato; nel 1940 diede il via alla guerra franco-thailandese nella quale, grazie all'aiuto giapponese, alla Thailandia furono riconosciuti territori laotiani e cambogiani ceduti durante il regno di Rama V.
Nel 1941, dopo l'invasione giapponese della Thailandia, Phibun entrò a fianco del Giappone nella guerra del Pacifico. L'avanzata giapponese nel Sud-est asiatico procurò alla Thailandia nel 1943 l'annessione di altri territori in Birmania e Malesia solo quando le sorti del conflitto avevano iniziato a volgere in favore degli Alleati. Si era intanto sviluppato in Thailandia e all'estero il movimento di liberazione anti-giapponese Seri Thai, guidato in patria da Banomyong, che contribuì all'estromissione di Phibun dal governo nel 1944. L'occupazione giapponese si rivelò sempre più oppressiva per i thai e Bangkok dovette sottostare a circa 4 000 bombardamenti. Subito dopo la fine del conflitto, nel settembre 1945 il Paese fu rinominato Siam.

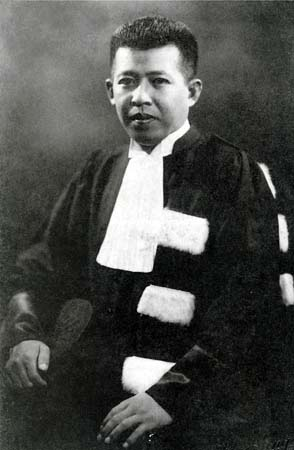
Pridi Banomyong, conosciuto come il padre della democrazia in Thailandia

## Guerra fredda e brevi periodi di democrazia
Con l'uscita di scena di Phibun tornò al potere Pridi Banomyong, che era stato reggente di Rama VIII e si era rifiutato di firmare le dichiarazioni di guerra rendendole anti-costituzionali. Dopo la fine del conflitto si entrò in una nuova fase politica nella storia del Paese, in cui per la prima volta il governo era affidato a dei civili, anziché al re o ai militari come in passato. Nell'immediato dopoguerra, Pridi Banomyong sostenne i movimenti anti-colonialisti del Sud-est asiatico che lottavano per l'indipendenza: una presa di posizione che gli avrebbe inimicato le Potenze occidentali entrate nella guerra fredda contro l'Unione Sovietica. Il 24 marzo 1946 Pridi fu posto a capo del governo, fu promulgata una nuova Costituzione, introdotto il bicameralismo e furono fondati i primi partiti liberi dall'influenza militare nel Paese.
Il successivo 9 giugno, il giovane re Ananda Mahidol fu trovato morto nel suo letto in circostanze rimaste avvolte dal mistero. Quello stesso giorno fu nominato re Bhumibol Adulyadej (Rama IX), fratello minore di Ananda Mahidol. L'evento danneggiò il prestigio di Pridi, che si era dimesso dalla carica di reggente nel dicembre precedente. Si diffuse il sospetto che fosse il mandante del regicidio, alimentato dai conservatori filo-americani del Seri Thai, sempre convinti che Pridi fosse un comunista. Il 23 agosto rassegnò le dimissioni e le lotte che si erano innescate tra le fazioni politiche del Seri Thai nel dopoguerra favorirono il ritorno al potere dei militari. Nell'ottobre del 1946 fu ufficializzato il ritorno ai francesi dei territori cambogiani e laotiani ottenuti dai thai nel 1941. Ai negoziati di pace la posizione della Thailandia fu sostenuta dagli Stati Uniti, che la scelsero come base per la lotta al comunismo nella regione.
Phibun riemerse sulla scena politica come il baluardo contro l'avanzata del comunismo in Siam. In quegli anni gli Stati Uniti estesero enormemente la propria influenza sul Paese con ingenti aiuti economici e militari, preoccupati per il crescente successo dei comunisti nella regione, in particolare nel Vietnam. Il colpo di Stato del 1947 pose fine alla prima vera esperienza democratica per i thai e vide il ritorno ai vertici dell'esercito di Phibun, che l'8 aprile 1948 fu nominato di nuovo primo ministro. Il 24 marzo 1949 l'Assemblea Costituente firmò ufficialmente la ridenominazione Thailandia, la risoluzione fu annunciata via radio il successivo 11 maggio.
La definitiva svolta filo-americana si ebbe dopo la presa del potere dei comunisti in Cina del 1949 ed il generale sviluppo del movimento comunista in Indocina, quando gli americani sciolsero le ultime riserve e iniziarono a fornire alla Thailandia maggiori quantità di armi. La conseguenza fu una minore influenza dei civili sulle scelte di governo e una maggiore repressione delle opposizioni interne. Qualche anno dopo ebbe inizio il declino di Phibun e l'ascesa del capo dell'esercito Sarit Thanarat, aiutato dallo US Army; Phibun cercò di riprendere l'egemonia aprendo alla democrazia e, segretamente, alla Cina di Mao, prendendo le distanze dagli Stati Uniti. Il nuovo corso fece presa sull'elettorato e gli permise di vincere le elezioni del febbraio 1957, ma nel frattempo era cresciuto il potere di Sarit, il cui colpo di Stato del successivo settembre pose fine alla carriera di Phibun, che fu mandato in esilio.

Il feldmaresciallo Sarit Thanarat, il dittatore a cui si deve la fine del conflitto tra i militari e la casa reale, nonché la definitiva adesione del Paese alla causa statunitense nella guerra fredda

Malgrado i timori iniziali degli americani, l'egemonia di Thanarat vide un ulteriore avvicinamento del Paese agli Stati Uniti nonché il ritorno della monarchia Chakri a una posizione di potere, re Bhumibol Adulyadej e l'intera casa reale conseguirono notevoli vantaggi, recuperando gran parte dei privilegi perduti nel 1932. Dopo essersi fatto nominare primo ministro con il nuovo golpe del 1958, Thanarat promosse lo sviluppo economico del Paese in accordo con gli statunitensi e la sua dittatura esercitò sulle opposizioni una repressione senza precedenti.
In questo periodo lo sviluppo economico fu accompagnato da ingenti investimenti dall'estero e, tra i vari fenomeni che si registrarono, vi furono un enorme incremento demografico e l'urbanesimo (in particolare furono molti i thai che si trasferirono a Bangkok), nonché un notevole aumento della prostituzione e del consumo di stupefacenti. Si venne a creare una consistente classe media ed ebbe grande sviluppo l'istruzione pubblica, con la formazione di una generazione di studenti aperti e informati sulla politica e sull'economia. Con lo scoppio della guerra del Vietnam, Thanarat fornì supporto militare e logistico agli americani, ai quali concesse l'uso delle basi aeree del nord-est per i bombardamenti del Vietnam. Alla sua morte, avvenuta nel 1963, emerse quanto fosse corrotto e gli enormi capitali che aveva accumulato.
I traguardi raggiunti dalla sua politica economica lo avevano reso popolare e al suo posto prese il potere il suo vice, il generale Thanom Kittikachorn, che ne continuò la politica filo-americana e anti-comunista. La durezza della repressione e la grave corruzione che caratterizzarono i suoi governi alimentarono il pubblico malcontento. La tensione crebbe e vennero organizzate imponenti dimostrazioni anti-governative. La rivolta studentesca del 1973 pose fine alla sua egemonia politica; al termine di tre giorni di scontri tra le forze dell'ordine e un numero enorme di dimostranti fu costretto dal re Rama IX a rassegnare le dimissioni e ad andare in esilio.
Ebbe inizio un nuovo periodo democratico per il Paese, con gli alti gradi dell'esercito confinati ai margini della formazione governativa. Nei tre anni successivi si alternarono diversi governi e i contrasti nati tra le varie fazioni civili della politica crearono i presupposti per un nuovo colpo di Stato militare. La fine dalla guerra del Vietnam nell'aprile del 1975 decretò il trionfo dei comunisti in Vietnam, Laos e Cambogia e molti temettero che il prossimo obiettivo dei comunisti fosse quello di conquistare il potere in Thailandia. Al clima di tensione contribuirono le incerte condizioni economiche del Paese; gli scioperi e le grandi dimostrazioni popolari del gennaio del 1976 costrinsero il governo ad accettare le richieste dei sindacati, tra le veementi proteste dei gruppi più radicali delle destre.
Il colpo di Stato militare ebbe luogo il 6 ottobre 1976, poche ore dopo il massacro dell'Università Thammasat perpetrato a Bangkok da reparti di polizia e formazioni paramilitari ai danni di studenti e operai che protestavano per il ritorno, orchestrato dall'esercito, di Kittikachorn dall'esilio. Con la fine della breve esperienza democratica cominciò una nuova stagione di feroce repressione sulle opposizioni da parte dei militari e molti che avevano aderito alle proteste si unirono alla guerriglia guidata dal Partito Comunista della Thailandia. Il generale Kriangsak Chomanan, che era stato l'ispiratore del colpo di Stato del 6 ottobre, si fece eleggere primo ministro con il nuovo colpo di Stato del 1977.

## Consolidamento del potere dei militari
I diversi colpi di Stato e i prolungati periodi di legge marziale indebolirono il sistema parlamentare e lo posero sotto il controllo dei diversi regimi che si succedettero, con diciannove carte costituzionali e costituzioni promulgate tra il 1932 ed il 2015. Con il colpo di Stato del 1976, l'esercito rafforzò il proprio potere pianificando il ritorno alla democrazia nel 1988. La nuova costituzione del 1978 diede maggiori poteri ai militari affidando al primo ministro il controllo effettivo sui due rami del Parlamento.
Nei tre anni da primo ministro, Kriangsak ebbe l'intuizione che per porre fine alla guerriglia era necessario venire a patti con la Cina, che armava e sovvenzionava i ribelli thai. Permise ai cinesi di transitare in Thailandia per portare rifornimenti ai loro alleati khmer rossi, impegnati nella guerra cambogiano-vietnamita, ottenendo in cambio il blocco degli aiuti cinesi alla guerriglia thai. Le elezioni che si tennero negli anni successivi videro prevalere il generale Prem Tinsulanonda, che diede un altro colpo alla guerriglia garantendone ai membri l'amnistia nel caso avessero deposto le armi. Dopo queste iniziative, la guerriglia stessa ed il Partito Comunista sparirono in breve dalla scena politica.
Le prime vere libere elezioni dal colpo di Stato del 1976 si tennero nel 1988 e videro l'affermazione del partito di destra Nazione Thai, il cui leader Chatichai Choonhavan era un civile e fu nominato primo ministro. La corruzione che caratterizzò il suo governo portò al colpo di Stato militare del marzo 1991 e fu sostituito ad interim dal civile Anand Panyarachun. Le elezioni del 1992 portarono al governo del generale Suchinda Kraprayoon, la cui nomina fu duramente contestata dal popolo; le grandi dimostrazioni di protesta che seguirono furono represse nel sangue nel cosiddetto "maggio nero". Il regime fu costretto a indire libere elezioni in seguito alle quali si insediò un governo civile di coalizione guidato da Chuan Leekpai del conservatore Partito Democratico. Questa svolta portò all'elaborazione della Costituzione entrata in vigore nel 1997, la prima stilata in Thailandia da un'assemblea costituente eletta dal popolo, tanto da essere stata considerata la "Costituzione del popolo" e la più democratica fra quelle emanate sino ad allora. Un altro fattore che ebbe grande influenza sul Paese in questo periodo fu la crisi finanziaria asiatica di fine secolo.

## XXI secolo, nuovi soggetti politici e nuova repressione
A partire dagli inizi del XXI secolo, ha avuto un grande ruolo nella politica nazionale il magnate delle telecomunicazioni Thaksin Shinawatra, fondatore e leader del partito Thai Rak Thai. Eletto primo ministro nel 2001 e successivamente rieletto nel 2005 e 2006 con un margine amplissimo di voti, l'imprenditore di Chiang Mai divenne l'idolo delle classi più disagiate per il populismo che caratterizzò i suoi governi, riducendo ad esempio i costi per l'assistenza sanitaria o aiutando gli insolventi. Ebbe una sempre più agguerrita opposizione per la sua gestione privatistica del potere. La sua politica fu tesa anche a intaccare gli interessi delle vecchie élite di Bangkok legate ai militari e alla monarchia, consolidatesi negli anni settanta. L'opposizione fu messa ai margini del dibattito parlamentare, alleati di Thaksin furono inseriti in posti di comando nevralgici della polizia, dell'esercito, della commissione elettorale e della Corte costituzionale. Si creò una frattura tra la nuova e la vecchia classe politica, che avrebbe generato un drammatico conflitto ultradecennale anche tra la popolazione.
La sua carriera politica ebbe fine il 19 settembre 2006 con il colpo di Stato militare che sospese tutte le cariche di governo, del Parlamento e della Corte Costituzionale, aprendo una situazione di forte instabilità. In seguito, la Corte Suprema di Bangkok gli avrebbe sequestrato buona parte del patrimonio accusandolo di essersi arricchito con la corruzione e il conflitto di interessi. Fu inoltre accusato di autoritarismo, tradimento, lesa maestà, di aver messo il bavaglio alla stampa e di aver svenduto beni nazionali a investitori stranieri. Inoltre, Amnesty International criticò aspramente Thaksin per la sua guerra alla droga, nella quale le forze dell'ordine uccisero in modo extra-giudiziale migliaia di persone, e per aver usato eccessiva violenza nel sopprimere i moti separatisti islamici nel sud del Paese.
Nel periodo dopo il colpo di Stato i militari fecero un lavoro capillare per distruggere il potere di Thaksin. In particolare fu rifondata con membri scelti dai militari la Corte costituzionale, che negli anni successivi avrebbe svolto un ruolo determinante nel far cadere i governi vicini agli Shinawatra. Prima della sua rifondazione, un Consiglio costituzionale provvisorio decretò la dissoluzione di Thai Rak Thai. I militari guidarono il paese fino alle elezioni del dicembre 2007, che portarono al potere il Partito del Potere Popolare (PPP), alleato di Thaksin, ma dopo otto mesi di proteste di piazza dei conservatori il primo ministro Samak Sundaravej fu costretto a dimettersi dalla Corte costituzionale con l'accusa di conflitto di interessi. Il suo vice Somchai Wongsawat, cognato di Thaksin, fu a sua volta deposto quando la Corte costituzionale disciolse il PPP per presunti brogli elettorali. Nel dicembre 2008 una parte dei parlamentari della coalizione che aveva formato l'esecutivo confluì nell'opposizione, permettendo al segretario del conservatore Partito Democratico Abhisit Vejjajiva di riportare al governo una coalizione di partiti vicina alle forze armate, pur avendo perso le elezioni del 2007.
Nell'aprile e maggio del 2010, le manifestazioni ad oltranza nelle strade di Bangkok del Fronte Unito per la Democrazia contro la Dittatura, gruppo che appoggiava le politiche di Thaksin e che chiedeva nuove elezioni, furono soffocate dalle forze dell'ordine. Il bilancio degli scontri fu di 91 vittime. Nei mesi successivi, Abhisit fu osteggiato anche dagli ultra-nazionalisti delle "camicie gialle", che prima l'avevano appoggiato. Le elezioni del luglio 2011 videro il largo successo del Partito Pheu Thai guidato da Yingluck Shinawatra, sorella minore di Thaksin, che fu eletta primo ministro. Dopo alcuni mesi di dure proteste anti-governative, che ne chiedevano le dimissioni perché rappresentava gli interessi del fratello, nel maggio del 2014 Yingluck fu destituita dalla Corte costituzionale, accusata di "abuso del potere politico a fini personali". Il governo fu affidato ad interim a un altro membro del Pheu Thai e le proteste antigovernative proseguirono.
Quello stesso mese, una giunta militare effettuò un colpo di Stato dopo che 28 persone avevano perso la vita e 700 erano state ferite in scontri e attentati collegati alle proteste. La mattina del 23 maggio, il comandante in capo dell'esercito Prayut Chan-o-cha, guida del colpo di Stato, si auto-proclamò primo ministro ad interim. Nei cinque anni successivi, malgrado le pressioni internazionali per il ritorno alla democrazia, Prayut mantenne il controllo del governo senza fissare nuove elezioni ed esercitò una forte repressione sull'opposizione legata agli Shinawatra.
Con la morte di re Rama IX il 13 ottobre 2016, salì al trono il figlio Vajiralongkorn (Rama X), che nei primi mesi di regno fu molto attivo politicamente allargando la sua sfera d'influenza nelle vicende interne thailandesi. L'imposizione dei suoi voleri alla giunta militare fu vista da alcuni osservatori come il tentativo di rafforzare il prestigio della monarchia nel Paese centralizzando il potere secondo uno stile di stampo assolutista, al contrario di quanto fece il padre nei rapporti con le varie giunte militari che guidarono la Thailandia durante il suo regno. Il 6 aprile 2017 Vajiralongkorn controfirmò la nuova Costituzione (la 20ª da quando fu introdotta la monarchia costituzionale nel 1932) che aumentò i poteri dei militari e della Corte costituzionale in ambito politico per prevenire il ritorno al potere di Thaksin Shinawatra e dei suoi alleati.
Dal canto suo, il re vide aumentare sensibilmente i propri privilegi, in particolare nel giugno del 2018 l'Agenzia della Proprietà della Corona annunciò che la proprietà dei beni della Casa reale, fino ad allora considerati un patrimonio nazionale, era stata trasferita a Vajiralongkorn, che diventò così uno dei sovrani più ricchi del mondo. Le elezioni del 2019 si svolsero secondo quanto disposto dalla Costituzione, con i 250 membri del Senato scelti dalla giunta militare. Questa e altre circostanze maturate nel corso delle consultazioni sollevarono pesanti critiche contro la giunta. La coalizione guidata dal Partito Palang Pracharath organizzato dai militari e capeggiato da Prayut si assicurò la maggioranza dei seggi anche alla Camera anche in virtù del discutibile modo in cui vennero gestite da funzionari nominati dalla stessa giunta militare. Il nuovo Parlamento elesse Prayut primo ministro. Alle elezioni ebbe grande successo il Partito del Futuro Nuovo soprattutto tra i giovani, offrendo un'alternativa ai tradizionali partiti politici e ponendosi in conflitto con i militari al potere, ma fu disciolto il 21 febbraio 2020 con una sentenza della Corte costituzionale
L'evento scatenò la reazione popolare ed ebbero subito inizio una serie di manifestazioni anti-governative, le più grandi dal colpo di Stato del 2014. Le richieste dei dimostranti furono lo scioglimento del Parlamento, la fine delle intimidazioni delle forze dell'ordine contro le opposizioni, profonde modifiche alla Costituzione e una radicale riforma della monarchia che prevedeva pesanti tagli ai privilegi del re, un evento senza precedenti nella storia del Paese. I dimostranti espressero inoltre la convinzione che il connubio tra le forze armate e la monarchia fosse un ostacolo da abbattere per avere una democrazia reale. Il governo di Prayut reagì emanando un severo stato di emergenza, nonché inviando le forze dell'ordine a disperdere le pacifiche manifestazioni. Il positivo impatto che ebbero le proteste su buona parte dell'opinione pubblica costrinsero però Prayut a promettere emendamenti alla Costituzione ma il movimento non lo ritenne credibile e le dimostrazioni proseguirono per diversi mesi.